# Ilustración en España

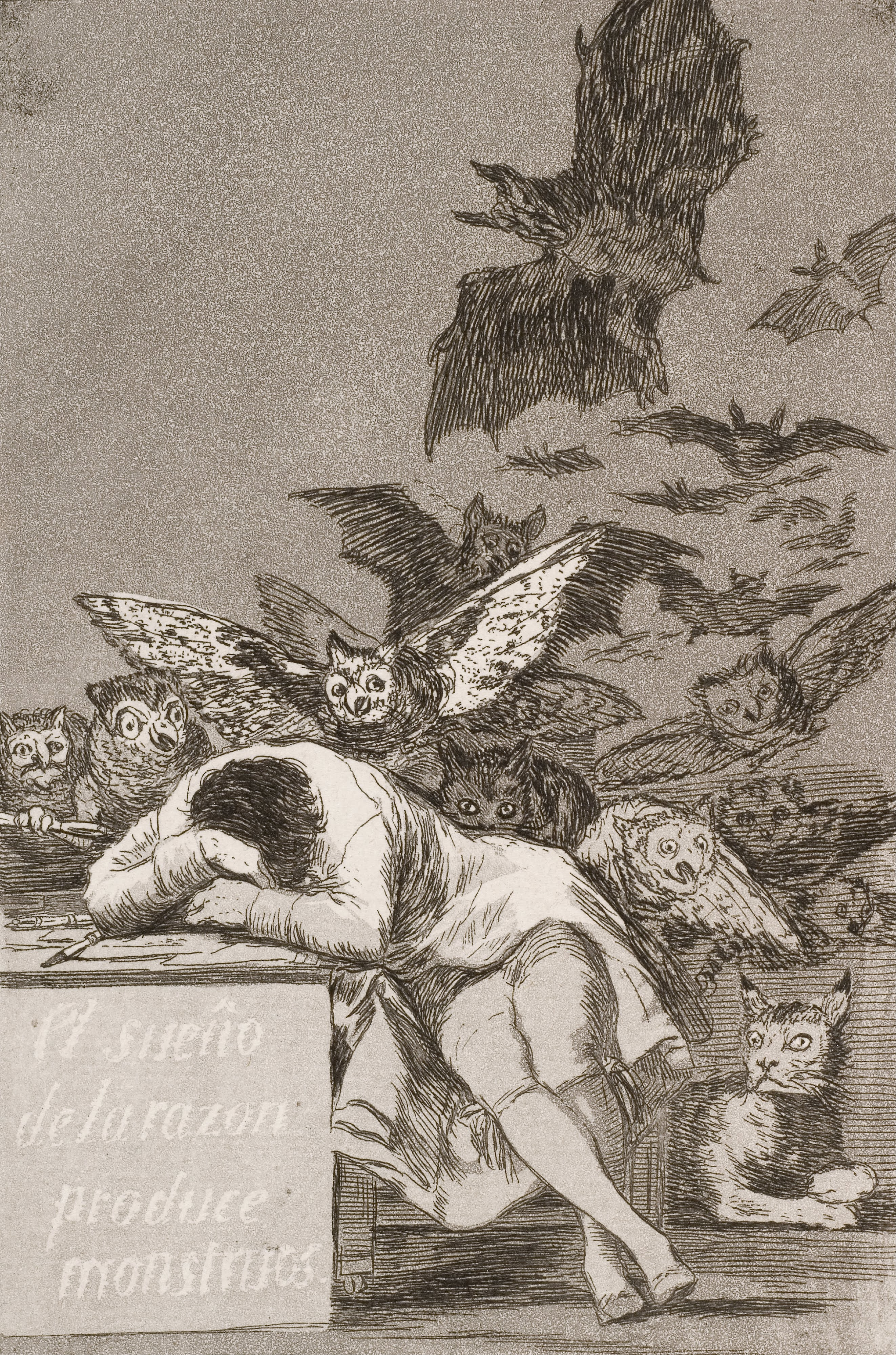
«El sueño de la razón produce monstruos», grabado n.º 43 de Los Caprichos (1799), de Francisco de Goya.

La Ilustración en España o la Ilustración española es el relato de los orígenes, características específicas y desarrollo del movimiento ilustrado en España y de los obstáculos y apoyos políticos y sociales que encontró a lo largo del siglo XVIII español caracterizado por el reformismo borbónico (1700/1714-1808).

## Características específicas de la Ilustración en España

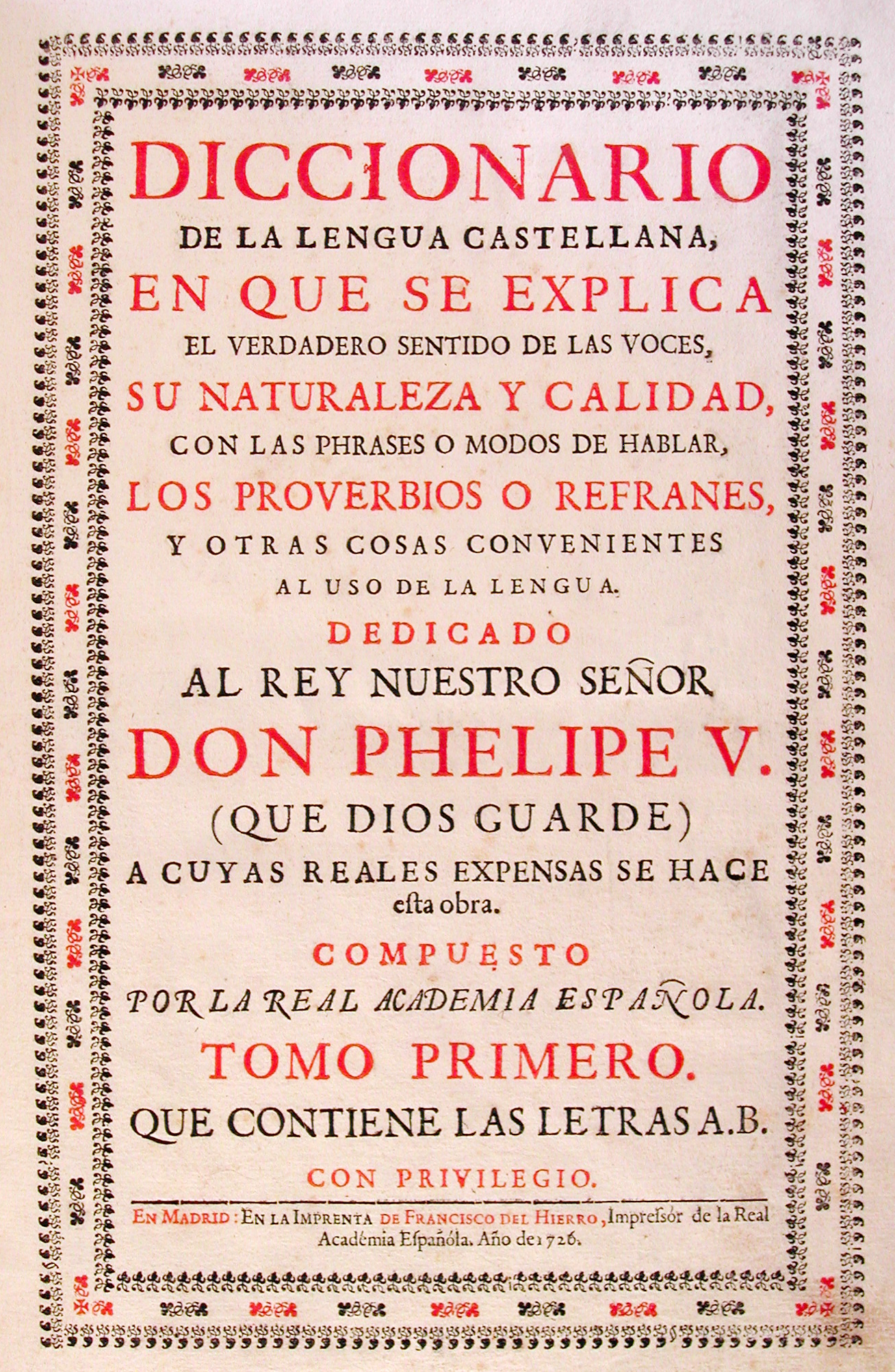
Primer tomo (1726) del Diccionario de autoridades de la RAE.

El movimiento ilustrado surgió en la Europa del siglo XVIII como una forma de entender el mundo, la existencia y la sociedad, que no derivaba de los textos sagrados ni de la «tradición» sino que quería constituirse como alternativa a estos, al «iluminar» las sociedades europeas para que abandonaran definitivamente la ignorancia y la superstición y se basaran en ideas racionales. En el Diccionario de autoridades publicado por la Real Academia Española entre 1726 y 1739 se definía «luz de la razón» como «el conocimiento de las cosas que proviene del discurso natural que distingue a los hombres de los brutos», que iba unido a la «luz de la crítica» o las «luces críticas», por cuanto «las luces» «no solo remitían al cultivo de la inteligencia y al conocimiento adquirido por un reducido número de personas, sino también... al uso crítico de la razón frente a los prejuicios heredados del pasado».

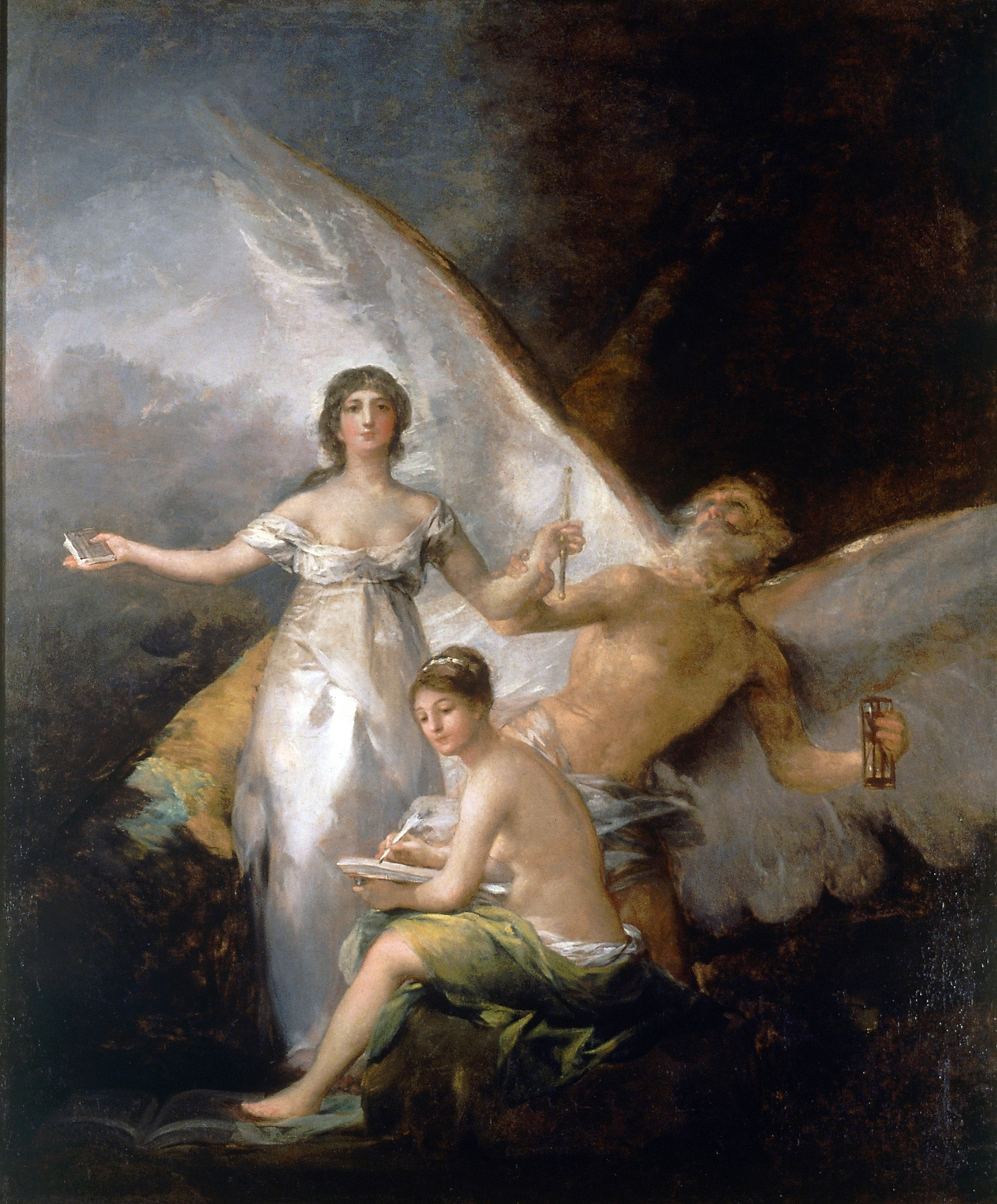
La Verdad, el Tiempo y la Historia, una alegoría de Francisco de Goya (1800).

Aunque la Ilustración «no fue una doctrina o un sistema filosófico, sino un movimiento intelectual heterogéneo», los ilustrados compartieron una serie de principios, actitudes y valores estrechamente interrelacionados. Así para los ilustrados la razón era el instrumento esencial para alcanzar la verdad por lo que debían ser sometidas a crítica todas las «verdades» (o creencias admitidas) heredadas de la «tradición» (del pasado), especialmente aquellas que se basaban en los prejuicios, en la ignorancia y en la superstición o en los dogmas religiosos. Mediante la razón el hombre es capaz, él solo, de conocer y explicar la realidad, entendida como La Naturaleza (no como La Creación de ningún «dios», aunque los «deístas» reconozcan que existe algún tipo de «Ser Supremo», principio de todo lo existente), recurriendo exclusivamente a los instrumentos que le proporcionan la filosofía y la ciencia. Aplicando ese conocimiento (mediante la técnica) y extendiéndolo a toda la sociedad (mediante la educación) el hombre será capaz de perfeccionarse a sí mismo, de progresar (de mejorar sus condiciones de vida y de liberarse de la ignorancia y de la superstición), y lograr así la felicidad, sin esperar a alcanzarla en la «otra vida».
En España el movimiento ilustrado solo se difundió entre determinadas élites (entre algunos nobles y clérigos, y entre algunos profesionales y miembros acomodados del «estado llano») y, como han señalado Mestre y Pérez García, conviene recordar que «no toda la producción cultural de la decimoséptima centuria merece timbres de Ilustración. Los ilustrados, en realidad, siempre constituyeron una minoría, dinámica e influyente, pero minoría al fin y al cabo. Y, aunque los principios que defendieron llegaron a impregnar toda su época, el censo de los indiferentes, de los tradicionalistas y de los enemigos de las Luces siempre fue mucho más abultado que el de los partidarios del progreso, la razón y la libertad».

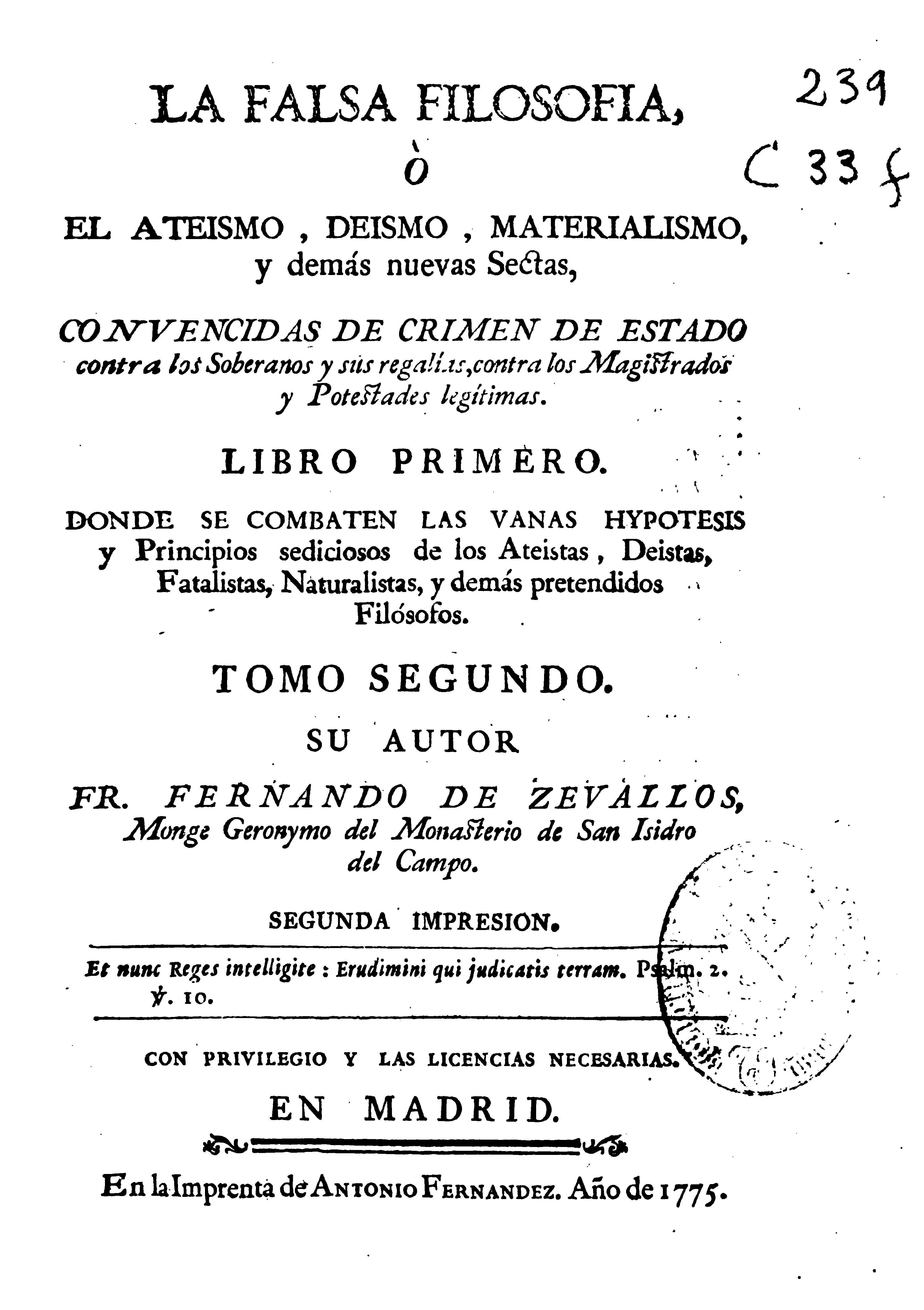
Portada del libro La falsa filosofía, segunda edición de 1775, de Fernando de Ceballos.

El sustantivo «ilustración» no se difunde en España hasta después de 1760 designando un programa de instrucción, enseñanza, transmisión o adquisición de conocimientos en beneficio de una persona o de la sociedad en su conjunto. Antes de esa fecha se había utilizado el verbo «ilustrar», aunque con dos sentidos diferentes, el católico y tradicional ligado a Dios y a la fe y de «dar lustre o esplendor» a «la patria» o «la nación», y el nuevo de «instruir, enseñar, transmitir conocimientos» que se usaba indistintamente con «dar luces». Así el abate Gándara en 1759, dando la bienvenida al nuevo rey Carlos III, se mostró convencido de que pronto se desterrará la desidia, se proscribirá la ignorancia, se adquirirán luces, se ilustrará el Reyno. También hacia 1760 empezó a utilizarse las locuciones «Siglo de las Luces» o «siglo ilustrado», aunque esta última expresión paradójicamente fue muy utilizada, en sentido peyorativo, por los que se oponían a las nuevas ideas, como el fraile Fernando de Ceballos que escribió en 1776 Demencias de este siglo ilustrado, confundidas por la sabiduría del Evangelio o el también fraile José Gómez de Avellaneda que escribió en el mismo año una sátira contra Pablo de Olavide, titulada El Siglo Ilustrado. Vida de D. Guindo Cerezo, nacido y educado, instruido, sublime y muerto según las Luces del presente siglo.

### «Moderación» del movimiento ilustrado y colaboración con la monarquía absoluta borbónica
Durante mucho tiempo se creyó que el carácter «moderado» de las propuestas de los ilustrados españoles, era un rasgo específico de España, pero los últimos estudios sobre la Ilustración europea han cuestionado la tradicional visión de esta como la desencadenante del fin del Antiguo Régimen y han destacado que la Ilustración habría sido un movimiento esencialmente reformista. «Los ilustrados —salvo cuando evolucionaron hacia el liberalismo a fines del siglo XVIII— no aspiraban a modificar sustancialmente el orden social y político vigente. Pretendían introducir reformas que fomentasen lo que denominaron pública felicidad y para ello deseaban involucrar a los grupos privilegiados en su materialización». Un ejemplo lo pueden constituir las reflexiones del ilustrado asturiano Gaspar Melchor de Jovellanos en su Discurso sobre la necesidad de cultivar en el Principado el estudio de las ciencias naturales (1782):

Yo no me detendré en asegurar a la Sociedad [Económica de Amigos del País de Asturias] que estas luces y conocimientos sólo pueden derivarse del estudio de las ciencias matemáticas, de la buena física, de la química y de la mineralogía; facultades que han enseñado a los hombres muchas verdades útiles, que han desterrado del mundo muchas preocupaciones perniciosas y a quienes la agricultura, las artes y el comercio de Europa deben los rápidos progresos que han hecho en este siglo. Y en efecto, ¿cómo será posible, sin el estudio de las matemáticas, adelantar el arte del dibujo, que es la única fuente donde las artes pueden tomar la perfección y el buen gusto? Ni ¿cómo se alcanzará el conocimiento de un número increíble de instrumentos y máquinas, absolutamente necesarias para asegurar la solidez, la hermosura y el cómodo precio de las cosas? ¿cómo sin la química, podrá adelantarse el arte de teñir y estampar las fábricas de loza y porcelana, ni las manufacturas trabajadas sobre varios metales?»

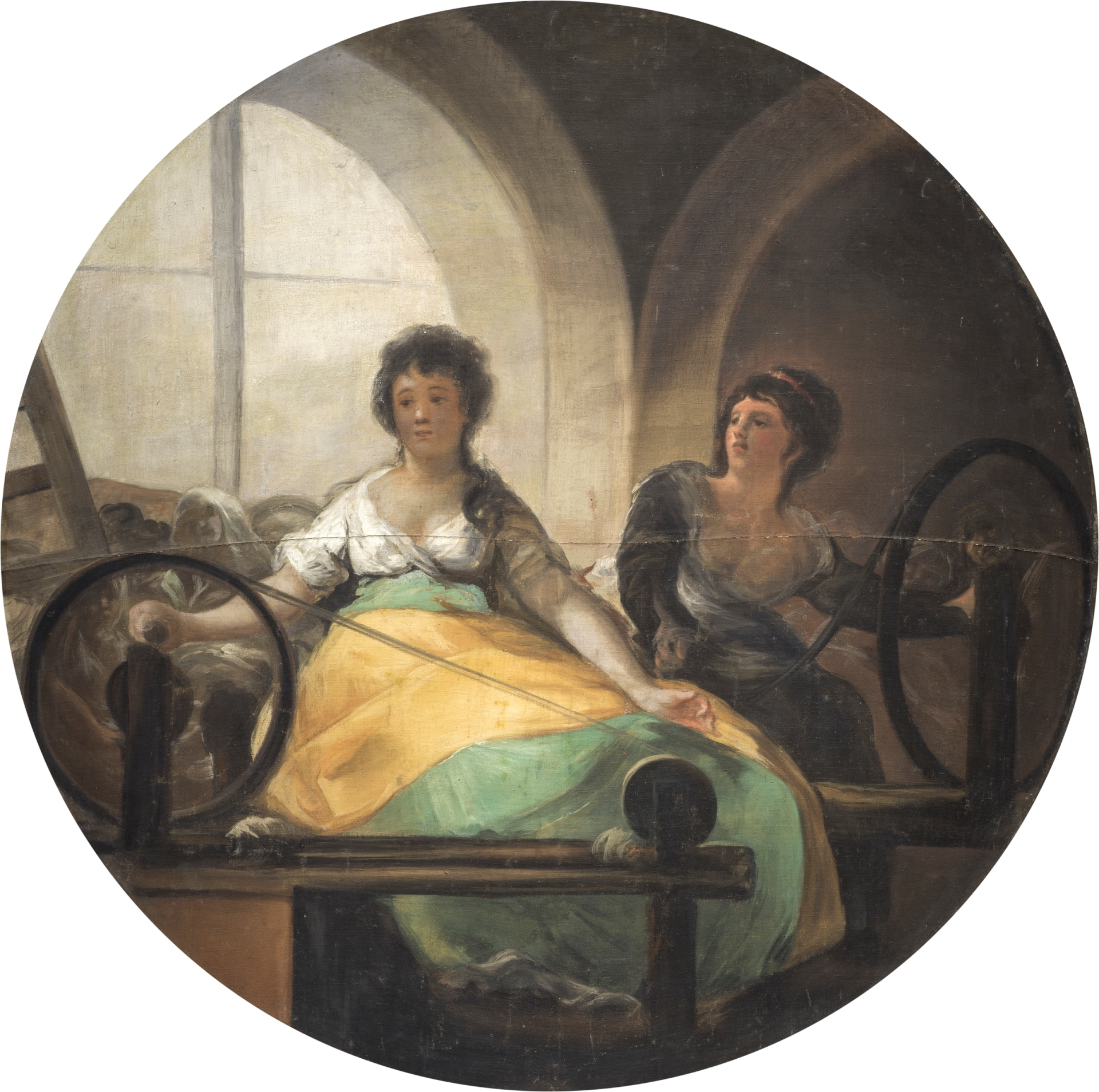
Alegoría de la industria de Francisco de Goya.

Precisamente esta faceta reformista es lo que atraería la atención de los gobiernos absolutistas europeos dispuestos a impulsar el «progreso» pero sin alterar el orden social y político establecido. Así, los gobiernos se habrían servido de la Ilustración para «dotar a sus planes de reforma económica, fiscal, burocrática y militar de una aureola de acendrada modernidad, justificando así, como necesaria e inevitable la creciente intervención del Estado en todos los órdenes de la vida social». Y por eso, cuando algunos ilustrados traspasaron ciertos límites, acabaron sufriendo en sus carnes el poder coercitivo del Estado.

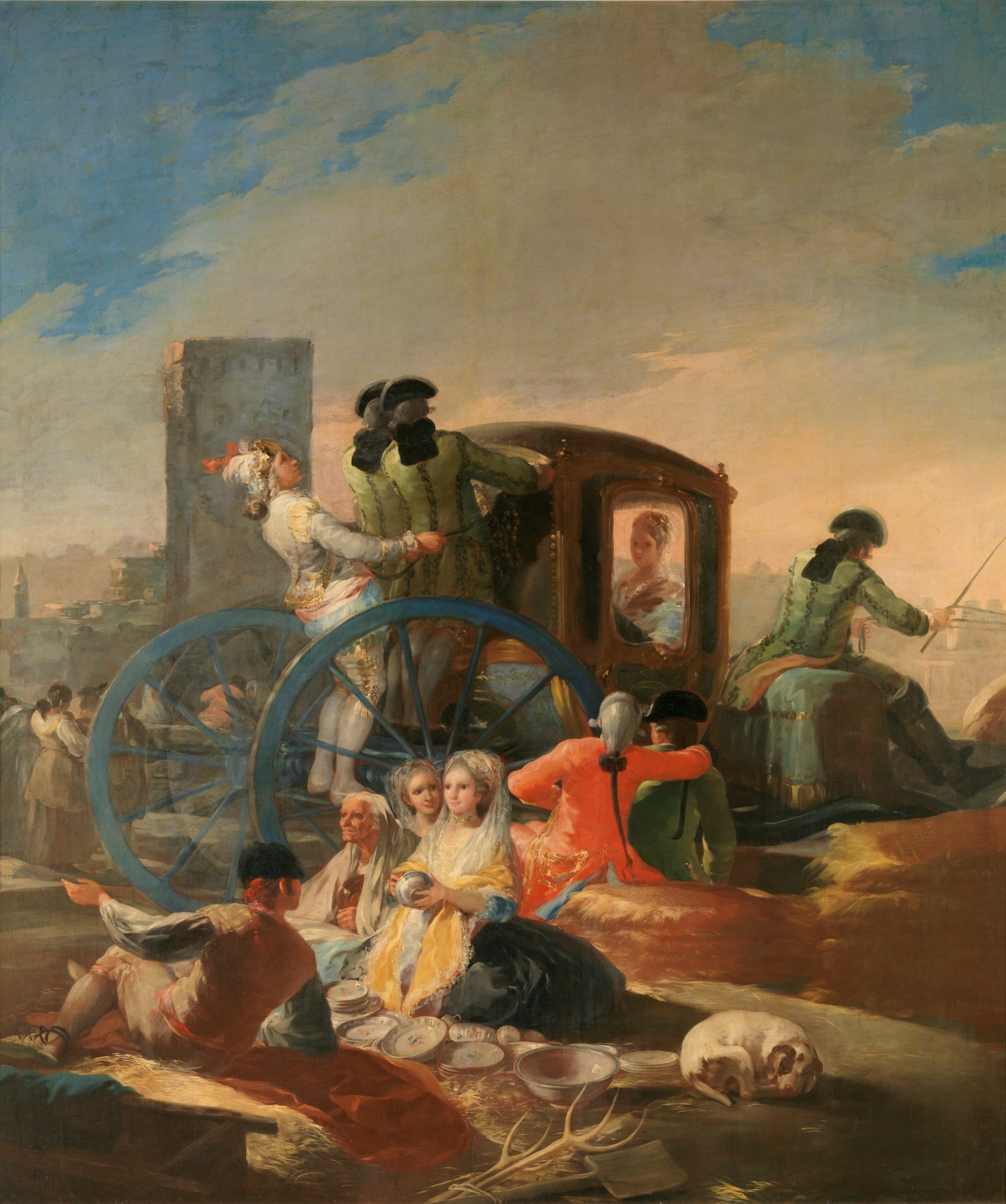
El cacharrero de Francisco de Goya.

Los ilustrados españoles confiaron en que la Corona fuera la «impulsora» de la modernización cultural, social y económica que ellos propugnaban. Pero la Corona, por su parte, utilizó las propuestas ilustradas para lograr que su poder fuera incontestado y sin ningún tipo de cortapisas. Por eso la colaboración Monarquía-Ilustración fue a veces ambigua y contradictoria: los gobiernos impulsarán las reformas siempre que estas no sean demasiado radicales como para poner en peligro la estabilidad de todo el entramado del Antiguo Régimen. De ahí provendrán precisamente las mayores frustraciones para el movimiento ilustrado pues, como ha señalado el historiador Carlos Martínez Shaw, los reyes «estuvieron más interesados por lo general en el robustecimiento de su autoridad, en el perfeccionamiento de su maquinaria administrativa y en el engrandecimiento de sus territorios que en la proclamada felicidad de sus súbditos».
Como ha escrito el historiador Roberto Fernández, la mayoría de los ilustrados españoles «eran buenos cristianos y fervientes monárquicos que no tenían nada de subversivos ni revolucionarios en el sentido actual del término. Eran, eso sí, decididos partidarios de cambios pacíficos y graduales que afectaran a todos los ámbitos de la vida nacional sin alterar en esencia el orden social y político vigentes. Es decir, reformar las deficiencias para poner España al día y en pie de competencia con las principales potencias europeas manteniendo las bases de un sistema que no consideraban intrínsecamente malo». Así, como ha remarcado Martínez Shaw, «la campaña reformista de los ilustrados tuvo que detenerse ante los privilegios de las clases dominantes, ante las estructuras del régimen absolutista y ante los anatemas de las autoridades eclesiásticas».

### «Ilustración católica»
Tal vez la característica más específica de la Ilustración en España fue que todos los ilustrados se mantuvieron dentro del catolicismo —no hubo ningún deísta entre sus filas, y por supuesto, ningún ateo—. «Negar la sincera religiosidad de nuestros ilustrados constituiría un error», afirman Antonio Mestre y Pablo Pérez García.
Esto es lo que ha llevado a algunos historiadores a hablar de una «Ilustración católica» en España, en la que los partidarios de las «luces de la razón» fueron respetuosos con la «luz divina», ya que para muchos de ellos «la razón y la religión compartían una misma luz natural obra del Creador».

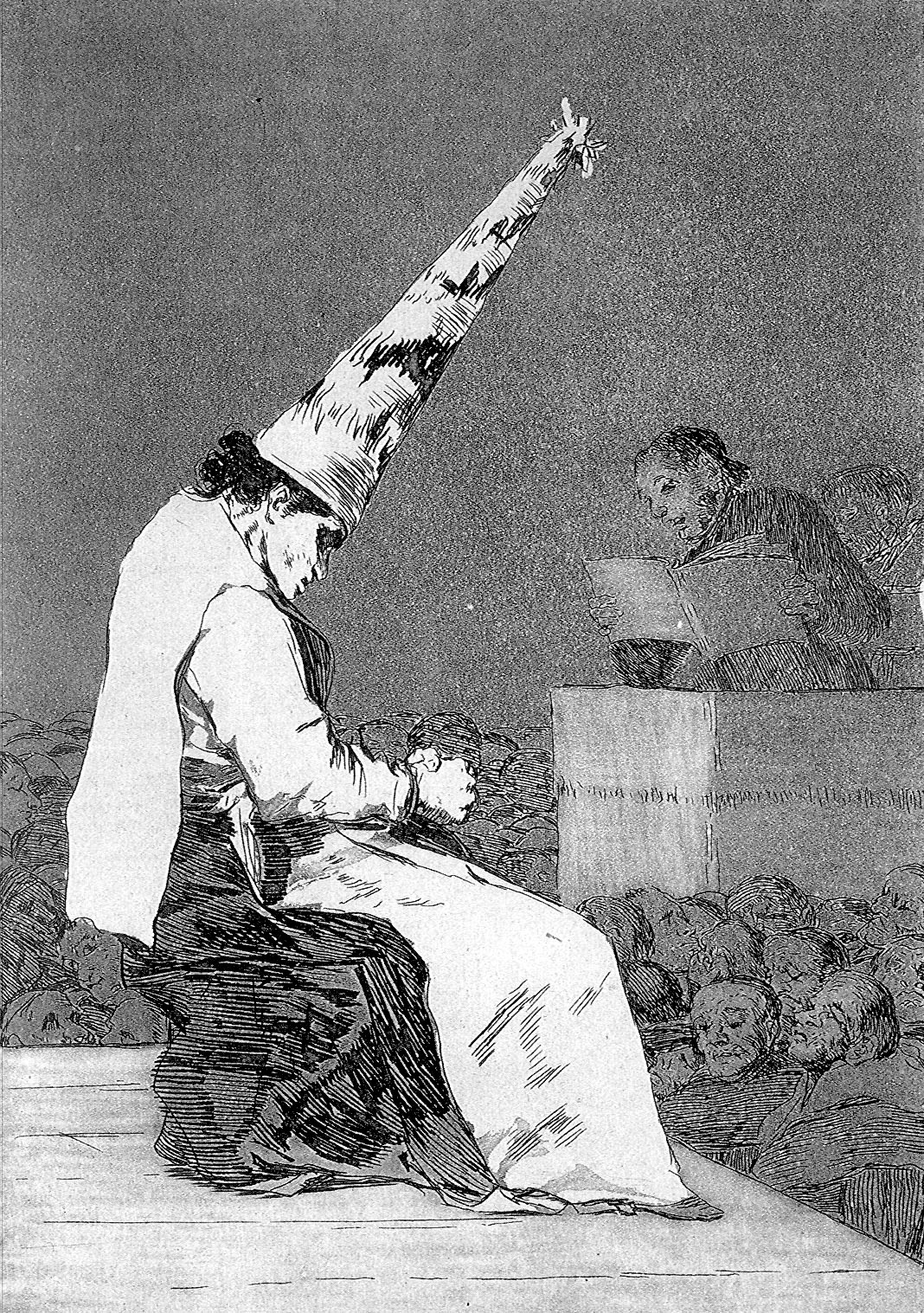
Reo de la Inquisición Española con capirote y sambenito. Capricho de Francisco de Goya.

Según Pedro Ruiz Torres, el hecho de que el catolicismo ortodoxo continuara siendo hegemónico, incluso entre las élites abiertas a las nuevas ideas, tuvo consecuencias negativas para la Ilustración en España porque los diversos discursos ilustrados elaborados en otros países aquí fueron con frecuencia amputados y tergiversados, a causa también de «la doble censura política y religiosa ejercida a través del Consejo de Castilla y por medio de la Inquisición» que «apenas dejó espacio para una opinión independiente». En 1756 el Santo Oficio prohibió El espíritu de las leyes, del ilustrado francés Montesquieu, por «contener y aprobar toda clase de herejías»; en 1759 dificultó la difusión de la Enciclopedia; en 1762 toda la obra de Voltaire y Rousseau fue prohibida. No obstante, estas obras fueron conocidas en España gracias a «la labor de unos libreros dispuestos a vencer el temor al Santo Oficio e importarlos para sus clientes».
Un ejemplo de la «Ilustración católica» que intenta hacer compatible lo que dice la Biblia con los avances de la ciencia puede ser el siguiente fragmento de una obra del matemático y astrónomo valenciano Jorge Juan, publicada en 1774, en la que defendía la teoría heliocéntrica condenada por la Iglesia y la física newtoniana, por lo que tuvo problemas con la Inquisición:

No hay reino que no sea newtoniano y por consiguiente copernicano; mas no por eso pretendo ofender a las Sagradas Letras, que tanto debemos venerar. El sentido en que éstas hablaron es clarísimo; no quisieron enseñar Astronomía, sino darse solamente a entender al pueblo. Hasta los mismos que sentenciaron a Galileo se reconocen hoy arrepentidos de haberlo hecho, y nada lo acredita tanto como la conducta de la misma Italia; por toda ella se enseña públicamente el sistema copernicano.

Pero en su pretensión de conciliar los principios de «las luces» con la fe cristiana, los ilustrados españoles expusieron una serie de ideas en materia religiosa que «no agradaron a amplias capas del clero ni al mismísimo pueblo español», debido a que «los ilustrados deseaban introducir criterios racionales en las manifestaciones religiosas de la piedad popular, fomentada interesadamente —a su juicio— por el clero, especialmente por las órdenes de regulares".

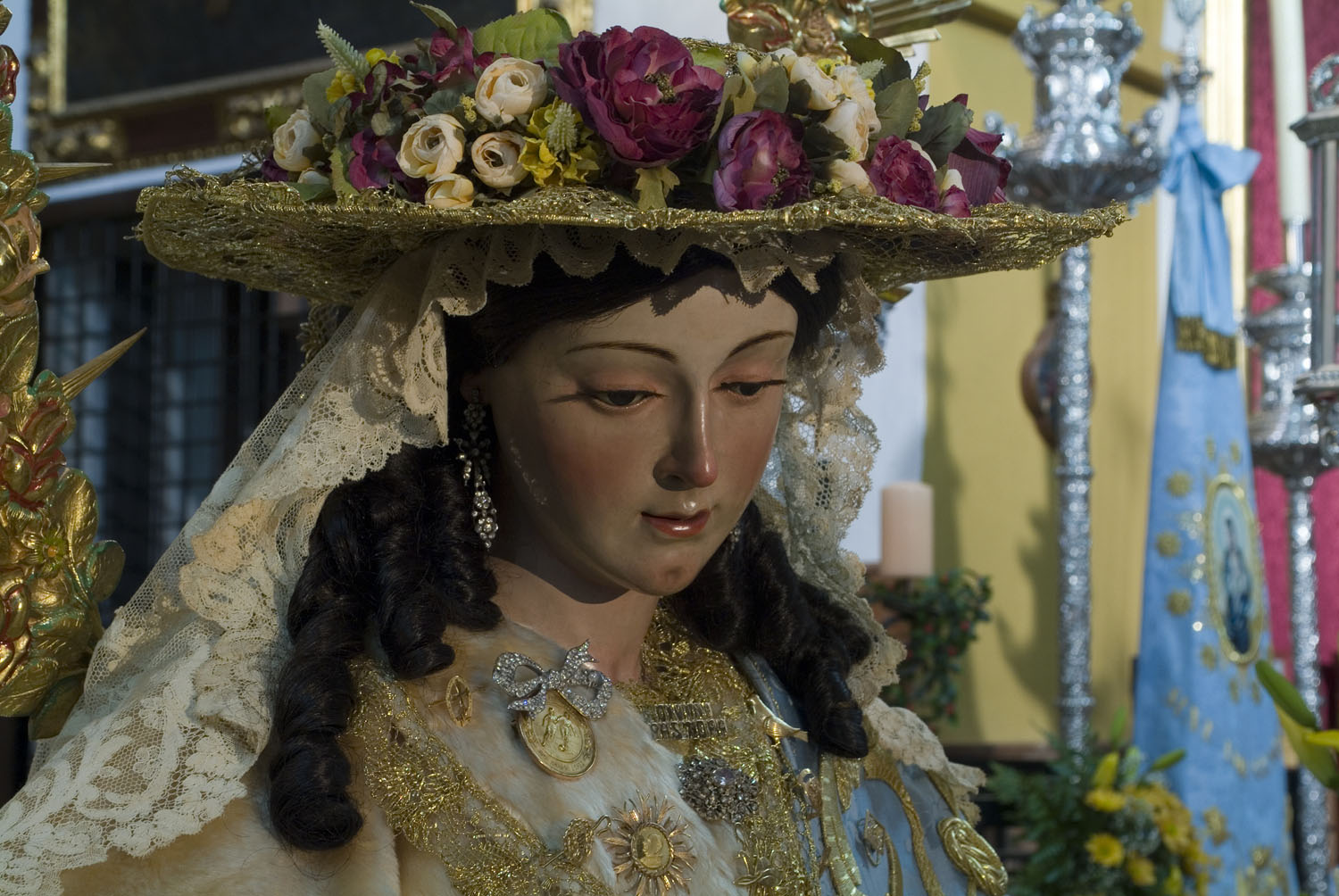
Divina Pastora de Málaga, realizada por José Montes de Oca en el.

Un ejemplo del choque entre la piedad «racional» defendida por los ilustrados y la piedad «barroca» que predominaba en la época —una religiosidad «externa» basada en el culto a las reliquias y a las imágenes, en las peregrinaciones y las procesiones, etc.— lo podemos encontrar en la oposición de Gregorio Mayans a la introducción en su localidad natal de Oliva en 1751 de la devoción a la Divina Pastora por unos misioneros. Mayans se negó a aceptar la presencia de la imagen en su casa y poco después le explicó en una carta al conde de Aranda que no se podía reconocer el carácter divino de la Virgen María porque era una persona humana y porque solo Cristo podía ser calificado como divino y como pastor de los creyentes. «Estamos ante dos visiones radicalmente distintas: al misionero le interesa fomentar la devoción a María de la forma que fuere; para Mayans, devoto de la Virgen donde los hubiere, se trata de una devoción que contradice los postulados básicos de la teología cristiana». Mayans ya había publicado en 1733 El orador cristiano, una obra en la que denunciaba los abusos del predicador y del sermón «barroco» —"aparatoso, rebuscado y huero, sin contenido doctrinal y basado en un juego de palabras altisonante y, en muchas ocasiones escandaloso"—, mucho antes de que fuera ridiculizado por el jesuita Padre Isla en su célebre obra Fray Gerundio de Campazas, y en la que Mayans defendía que el objetivo principal del sermón debía ser comunicar la palabra de Dios a los fieles.
La mayoría de los ilustrados reivindicaron el derecho de los seglares a intervenir en la Iglesia y defendieron la lectura de la Biblia en lengua vulgar por los creyentes, lo que desde el Concilio de Trento estaba prohibido —en España del cumplimiento de esa norma se encargaba la Inquisición—. Esta situación se mantendría hasta que en 1782 el inquisidor general, el ilustrado Felipe Bertrán publicó el decreto de libertad de lectura de la Biblia en lengua vulgar, decisión que levantó una gran polémica. Asimismo la mayoría de los ilustrados defendían el rigorismo en las cuestiones morales frente al probabilismo de los jesuitas, lo que les valió en ocasiones ser acusados de jansenistas. Y en cuanto a la organización de la Iglesia todos ellos fueron episcopalistas y conciliaristas porque la jurisdicción de los obispos y la convocatoria de concilios sin el permiso de Roma constituían para ellos un instrumento fundamental de la reforma eclesiástica que propugnaban y un instrumento de control del clero regular que, según ellos, era el propagador de la religiosidad «supersticiosa» del pueblo.
Pero las propuestas de la «ilustración católica» encontraron fuertes resistencias entre la mayoría del clero, como el arzobispo de Santiago Alejandro Bocanegra quien en una pastoral afirmó:

…este libertinaje en hablar los seculares indoctos en puntos de Religión con el mismo orgullo que si poseyeran toda la Ciencia de la Escuela. Este modo de hablar del Episcopado y del Papa, este abuso de leer libros venenosos… Una nación tan católica como la española está hoy, sino sumergida, a pique de sumergirse en un abismo. Voltayre [sic] y otro como él son los que muchos jóvenes (y no jóvenes) con el fin de lucir en sus juntas y asambleas leen con libertad

### Una cultura tutelada por el Estado
"La cultura de la Ilustración, por muy elevadas que fueran sus aspiraciones de libertad y humanitarismo, fue una cultura tutelada y, en no pocas ocasiones, dirigida y controlada para mejor servicio del Estado y sus intereses. Sus creadores y protagonistas —excepto en aquella especie de paraíso de las libertades en que se habrían convertido Inglaterra y Holanda y salvo algún autor peculiar que, como Voltaire, consiguió vivir acomodadamente gracias a un público fiel— fueron en gran medida, funcionarios, oficiales, burócratas, magistrados o ministros de la corona, profesores universitarios cuya promoción y carrera dependían del favor real, eruditos y anticuarios a sueldo de mecenas principescos —laicos y eclesiásticos—, científicos pertenecientes a las academias reales, así como a las escuelas militares y de ingenieros, clérigos más o menos regalistas…".
Por otro lado la Monarquía absoluta borbónica contaba con poderosos instrumentos para controlar la producción cultural y prohibir aquella que no sirviera a sus intereses. En primer lugar la Inquisición española y su Índice de Libros Prohibidos encargada de la censura "a posteriori», y en segundo lugar el "Juzgado de Imprentas», dependiente del Consejo de Castilla, que otorgaba la licencia para que un libro o un folleto pudiera ser publicado, ejerciendo así la censura «a priori», que también era ejecutada por la autoridad eclesiástica que era la que otorgaba el nihil obstat sin el cual no podían publicarse los libros que abordaran temas de carácter espiritual, religioso o teológico.
Estos instrumentos coercitivos estatales y eclesiásticos fomentaron la autocensura de buena parte de los ilustrados españoles, como se puede rastrear en su correspondencia privada. Especialmente cuando trataban dos temas, la política y la religión, y de ahí que algunos de sus trabajos permanecieron inéditos y solo fueran publicados en el siglo XIX o en el siglo XX, como la Filosofía Cristiana de Mayans, en el que utilizaba el Ensayo sobre el conocimiento humano de John Locke, una obra que podía ocasionarle problemas con la censura.

### Elitismo ilustrado y su relación con lo «popular»

El entierro de la sardina de Francisco de Goya.

Según el historiador Carlos Martínez Shaw: «las Luces fueran patrimonio de una élite, de intelectuales, mientras la mayor parte de la población seguía moviéndose en un horizonte caracterizado por el atraso económico, la desigualdad social, el analfabetismo y el imperio de la religión tradicional». En esto último residía una de las limitaciones de las propuestas culturales ilustradas: su elitismo. Es el caso, por ejemplo, del ilustrado Gaspar Melchor de Jovellanos que «aboga calurosamente por una educación al alcance de todos y por la proliferación de las escuelas públicas, pero al mismo tiempo deja entrever que el buen orden social prescribe la limitación de la instrucción para muchos a sus niveles elementales y sólo como vía á su capacitación técnica, pues lo contrario provocaría una igualación en los saberes que sería perniciosa para el equilibrio de la sociedad».
Así pues, la Ilustración creyó en general que los más altos niveles de la formación cultural debían estar reservados únicamente a una élite. Esta élite además debía trasladar sus modelos culturales a las clases populares a través, por ejemplo, del teatro, y oponerse a las manifestaciones más «perniciosas» de la cultura popular, como las romerías, las procesiones y otras muestras de religiosidad «supersticiosa», o como la fiesta de los toros, las ferias, las mojigangas, las peleas de gallos o los carnavales.

### Medios de difusión de las ideas ilustradas
En la mayoría de estados europeos, la universidad permaneció en general al margen de la renovación intelectual ilustrada, y las nuevas ideas se expandieron a través de las tertulias y de las academias, y de otros nuevos espacios de sociabilidad como las sociedades de agricultura, las sociedades económicas, los salones, las logias masónicas, los clubes o los cafés, en los que participaron no solo la nobleza y el clero sino otros sectores sociales interesados en mejorar la condición humana y la «sociedad civil», como se llamaba entonces a la forma de gobierno, con el fin último de lograr la «felicidad pública». En España las tertulias y las academias, y posteriormente las Sociedades Económicas de Amigos del País, fueron los principales medios en la elaboración y difusión de la cultura ilustrada. A diferencia de Francia, no tuvieron tanto éxito los salones de las damas cortesanas, si exceptuamos el de María Francisca de Sales Portocarrero, condesa de Montijo, y el de la condesa de Benavente y la Junta de Damas de la Sociedad Económica Matritense de Amigos del País.

## Orígenes de la Ilustración en España: los «novatores» (1680-1720)

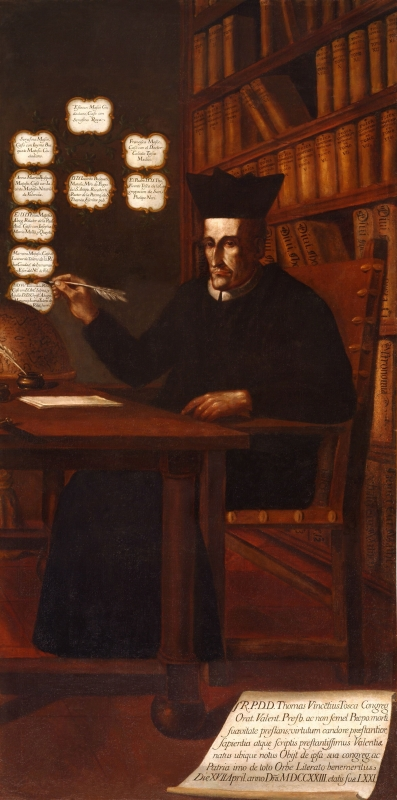
El valenciano Tomás Vicente Tosca, uno de los principales novatores.

Entre 1680 y 1720 se produjo lo que el historiador francés Paul Hazard llamó en 1935 La crisis de la conciencia europea, un período decisivo de su historia cultural ya que durante el mismo se pusieron en cuestión los fundamentos del saber hasta entonces admitido gracias a los trabajos de John Locke, Richard Simon, Leibniz, Pierre Bayle, Newton, etc. En esta época culminó la revolución científica del siglo XVII; los bolandistas y los maurinos pusieron las bases de la historia crítica; el iusnaturalismo y el contractualismo se convirtieron en los nuevos fundamentos de la filosofía política; se difundieron el jansenismo y el deísmo provocando una crisis religiosa, etc.
Según Antonio Mestre y Pablo Pérez García, estos autores que conmovieron "los cimientos de la tradición europea" compartían tres características básicas: "En primer lugar, su apuesta por una explicación racional de la realidad como requisito indispensable para desentrañarla y transformarla. En segundo término, su hastío ante la tradición, la pereza y el inmovilismo intelectual, académico y científico. Y por último, su prudencia o, si se prefiere, su convencimiento de que el camino por el que debería avanzar el progreso de las letras, las artes y las ciencias no era la senda de la revolución".

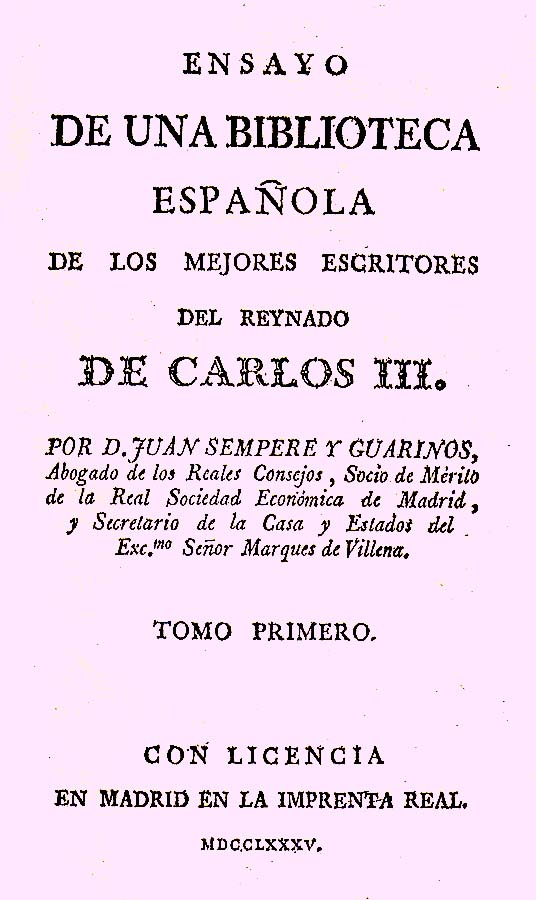
Ensayo de una Biblioteca Española de los Mejores Escritores del Reynado de Carlos III (1785) de Juan Sempere y Guarinos.

No hace mucho tiempo se pensaba que el gran cambio cultural descrito por Hazard no habría llegado a España y que cuando lo hizo fue de la mano de los Borbones. Esta exaltación de los méritos de la nueva dinastía fue obra de los propagandistas de la misma y se produjo especialmente durante el reinado de Carlos III. Entre ellos destacó Juan Sempere y Guarinos con su Ensayo de una Biblioteca Española de los Mejores Escritores del Reynado de Carlos III publicado en 1785. Incluso Jovellanos en su Elogio de Carlos III alabó la actitud renovadora de Felipe V.
Pero las investigaciones históricas de las últimas décadas han demostrado que se trata de una visión falsa y propagandística, aunque siga habiendo historiadores que como Pedro Voltes continúen afirmando que el origen de la Ilustración española se encuentra en la llegada de la dinastía borbónica. Hoy sabemos que las nuevas corrientes culturales europeas ya eran conocidas en las dos últimas décadas del siglo XVII por los novatores —llamados así despectivamente por los tradicionalistas porque, según ellos constituían una amenaza para la fe—, por lo tanto antes de la llegada Borbones. Existen historiadores que aún van más lejos y afirman que la preocupación fundamental del fundador de la monarquía absoluta borbónica no fue la renovación cultural sino la política internacional y militar, lo que retrasó el "despegue" de la Ilustración en España, además de que Felipe V obstaculizó el desarrollo de la misma, como lo demuestra "la lentitud en aprobar la Regia Sociedad de Medicina y otras Ciencias de Sevilla, la prohibición de las páginas que dedicaba Ferreras a la tradición de la Virgen del Pilar que fueron suprimidas, o la persecución de Mayans por haber editado la Censura de Historias Fabulosas de Nicolás Antonio".
La obra que marca el nacimiento del movimiento novator fue El Hombre Práctico o Discursos sobre su Conocimiento y Enseñanza, de Francisco Gutiérrez de los Ríos, tercer conde de Fernán Núñez, un libro publicado en 1680. Como ha señalado François López, citado por Mestre y Pérez García, "no faltan en él ni la condena sin ambages del escolasticismo, ni la esperada mención de Descartes, ni los elogios prodigados a los que, rechazando la filosofía aristotélica, consintiendo más en palabras y distinciones quiméricas que en cosas physicas y reales, se dedican al verdadero conocimiento de la naturaleza y cuanto la compone, atendiéndose a los criterios del más docto científico de Europa, como yo juzgo serlo el admirable Gassendo".

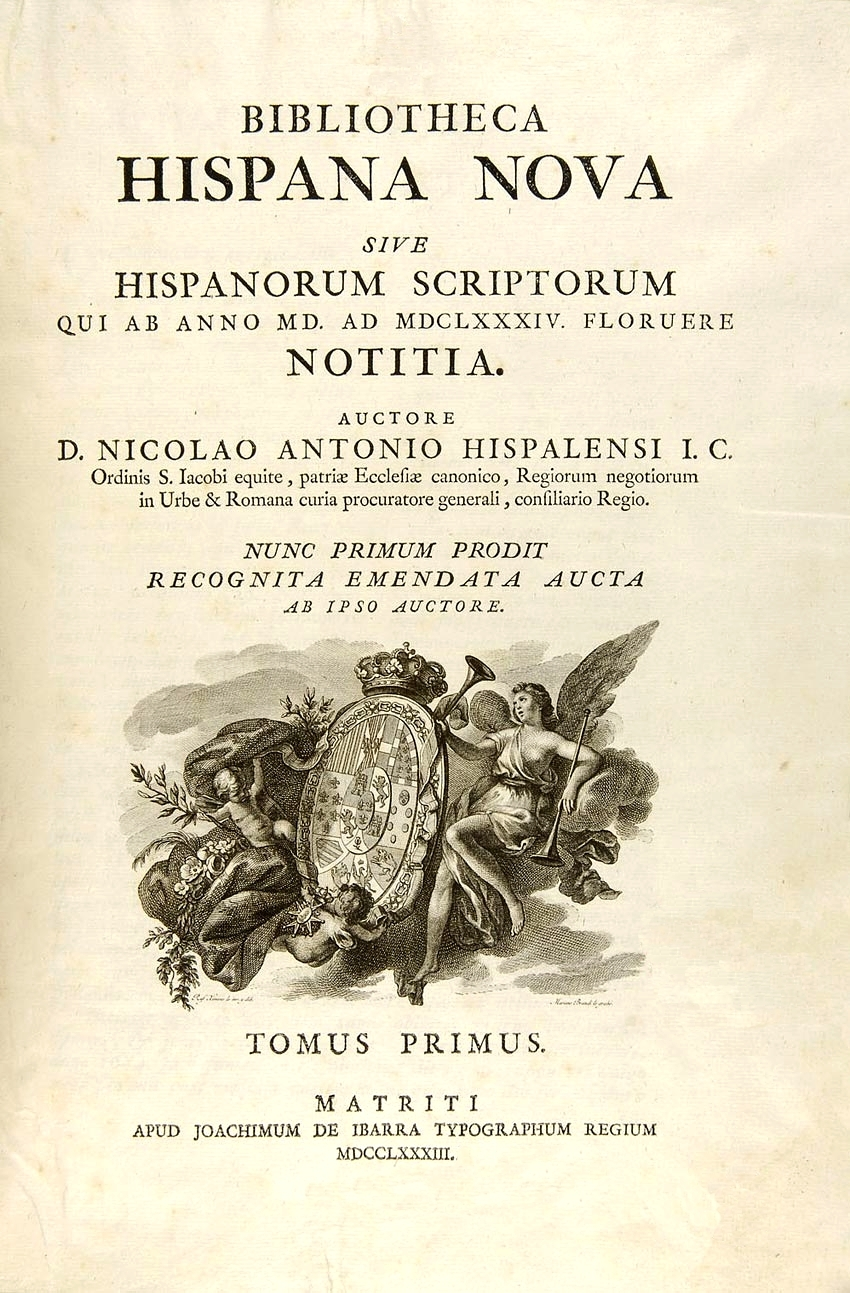
Portada de la edición de 1783 de Joaquín Ibarra de Bibliotheca hispana nova, obra de Nicolás Antonio.

Esta obra abrió el camino a la recepción de los avances en la historia crítica, en lo que fueron pioneros Nicolás Antonio y Gaspar Ibáñez de Segovia, marqués de Mondéjar, que fueron los que establecieron los primeros contactos con los bolandistas. El marqués de Mondéjar, aconsejado por Daniel Papebroch con quien mantuvo una relación epistolar, comenzó la redacción y publicación de las Disertaciones Eclesiásticas en las que criticaba los falsos cronicones —aunque la edición completa de las mismas no se produjo hasta 1747 gracias a Gregorio Mayans—. El contacto directo con el otro grupo de renovadores de la historia crítica, los maurinos, se produjo por medio de los benedictinos de la Congregación de Valladolid que visitaban a menudo el monasterio parisino de Saint Germain-des-Prés y mantuvieron correspondencia regular con ellos. En este campo también destacaron el cardenal José Sáenz de Aguirre, que publicó entre 1693 y 1694 la Collectio Maxima Concilliorum Hispaniae, y Juan Lucas Cortés, pero el principal exponente de la misma fue Manuel Martí, conocido como el deán de Alicante, que residió en Roma y trabajó como bibliotecario del cardenal Sáenz de Aguirre. A su vuelta a España Martí se convertirá en el enlace en el campo del humanismo y de la crítica histórica entre los novatores y la primera generación de ilustrados, representada por el valenciano Gregorio Mayans.
En cuanto a la recepción en España de los avances de la revolución científica del siglo XVII los historiadores destacan la obra pionera Carta Filosófico, Médico-Chymica de Juan de Cabriada, publicada en Madrid en 1687 aunque Cabriada había nacido en Valencia, en la que apareció el primer manifiesto del nuevo espíritu innovador y una crítica del método escolástico con la exigencia de la experimentación, por lo que suscitó muchas críticas a favor y en contra:

Es regla asentada y máxima cierta en medicina, que ninguna cosa se ha de admitir por verdad en ella, ni en el conocimiento de las cosas naturales, sino es aquello que ha demostrado ser cierto la experiencia, mediante los sentidos exteriores. Asimismo es cierto, que el médico ha de ser instruido en tres géneros de observaciones y experimentos, como son: anatómicos, prácticos y químicos

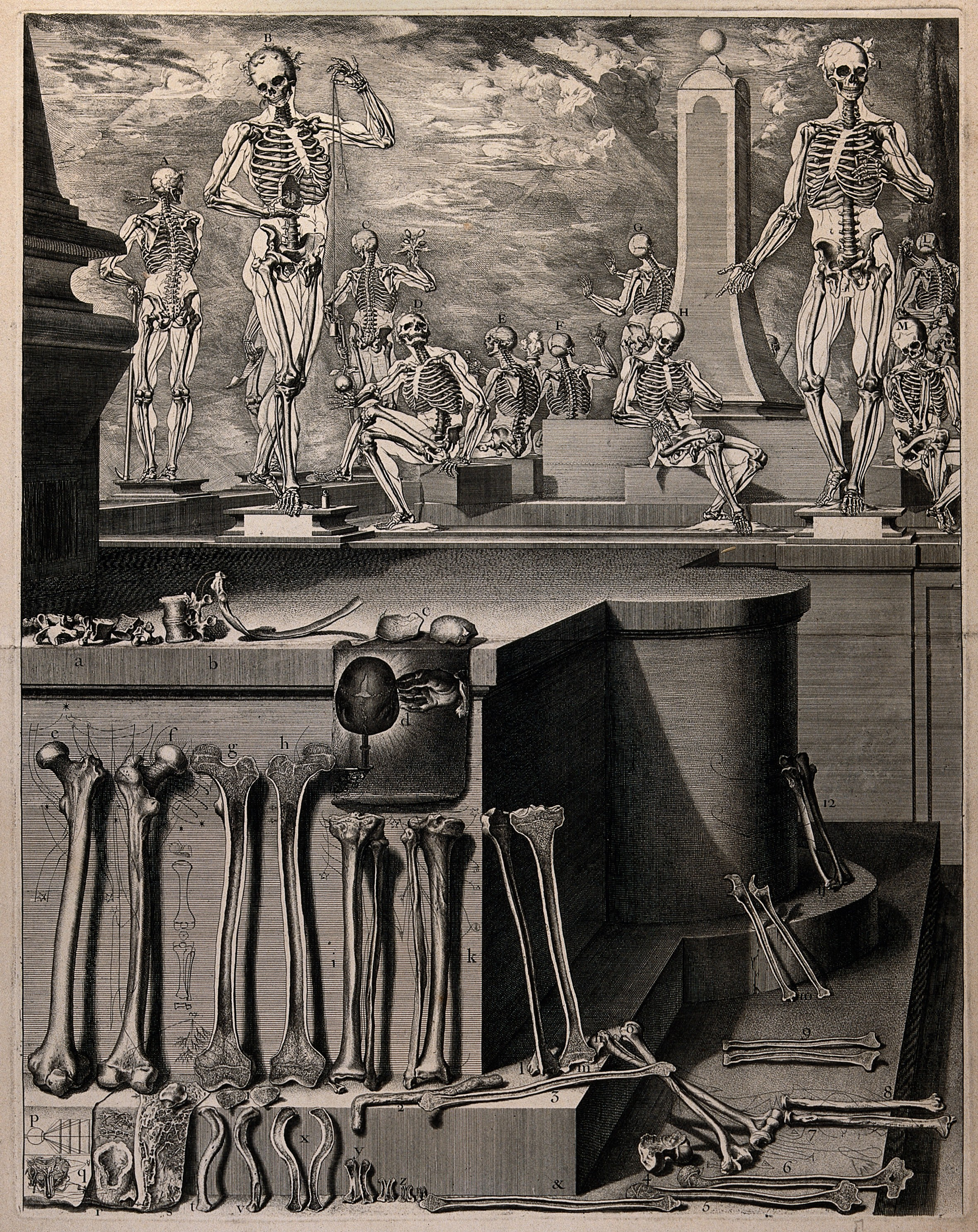
Grabado del Atlas Anatómico de Crisóstomo Martínez. Biblioteca Nacional de España.

En ese mismo año de 1687 Crisóstomo Martínez, subvencionado por la municipalidad valenciana, viajó a París para que finalizara su Atlas Anatómico, reconocido como uno de los primeros tratados europeos de microscopía anatómico-ósea. Diez años después, tras varios intentos de crear una academia que defendiese la nueva ciencia, se fundó en casa del doctor Peralta la que en 1700 se llamaría Regia Sociedad de Medicina y otras Ciencias gracias a un privilegio otorgado por el rey Carlos II. Sin embargo, en el campo de la ciencia moderna los novatores también tenían sus límites. Conocían las aportaciones de Descartes, Gassendi, Galileo, Boyle o Harvey, pero desconocían la obra de Newton; y siempre defendieron el heliocentrismo como una "hipótesis" no como una teoría científica por temor a la represión de la Inquisición.
La llegada de la nueva dinastía borbónica no aportó ningún cambio importante en el terreno científico, excepto la mayor centralización que supuso la creación de la Real Biblioteca y la Real Academia Española. Con los Borbones tampoco cesaron los ataques contra los novatores, como el del teólogo tomista padre Francisco Polanco que publicó en 1714 un libro con un apéndice con el significativo título de Dialogus Physico-Theologicus contra Philospohiae Novatores, sive Tomista contra Atomistas. Aunque los novatores le respondieron, especialmente el Padre Tosca en un pasaje de su Compendium Philosophicum de 1721, publicado años después del Compendio Matemático (1709-1715).

## Primera Ilustración (1720-1750)
Más que las instituciones culturales creadas por Felipe V, que el historiador Pedro Ruiz Torres, ha llamado "nueva planta académica", fue la actividad intelectual de determinados individuos en tres campos específicos lo que condujo a la plena Ilustración en España: el ensayo —en forma de discursos, oraciones, cartas, informes, etc.— y la historia crítica; el pensamiento político, social y económico; y la ciencia. En 1737 ya se puede decir que la Ilustración había empezado en España: en ese año se publica la primera edición de la Poética de Ignacio de Luzán, la Vida de Miguel de Cervantes Saavedra de Gregorio Mayáns y Siscar y el primer periódico dedicado a la crítica y reseña de las obras de erudición y bellas letras, el Diario de los Literatos (1737-1742); además, en ese mismo año ya ha visto la luz el volumen VII.º del Teatro crítico universal de Feijoo y conoce el primero su sexta impresión.

### Ensayo e historia crítica: Feijoo y Mayans
Los dos innovadores más importantes en el campo del ensayo y de la historia crítica durante los dos primeros tercios del siglo XVIII fueron el gallego afincado en Asturias Benito Feijoo y el valenciano Gregorio Mayans, quienes, por otro lado, son las dos grandes figuras de la primera Ilustración española.

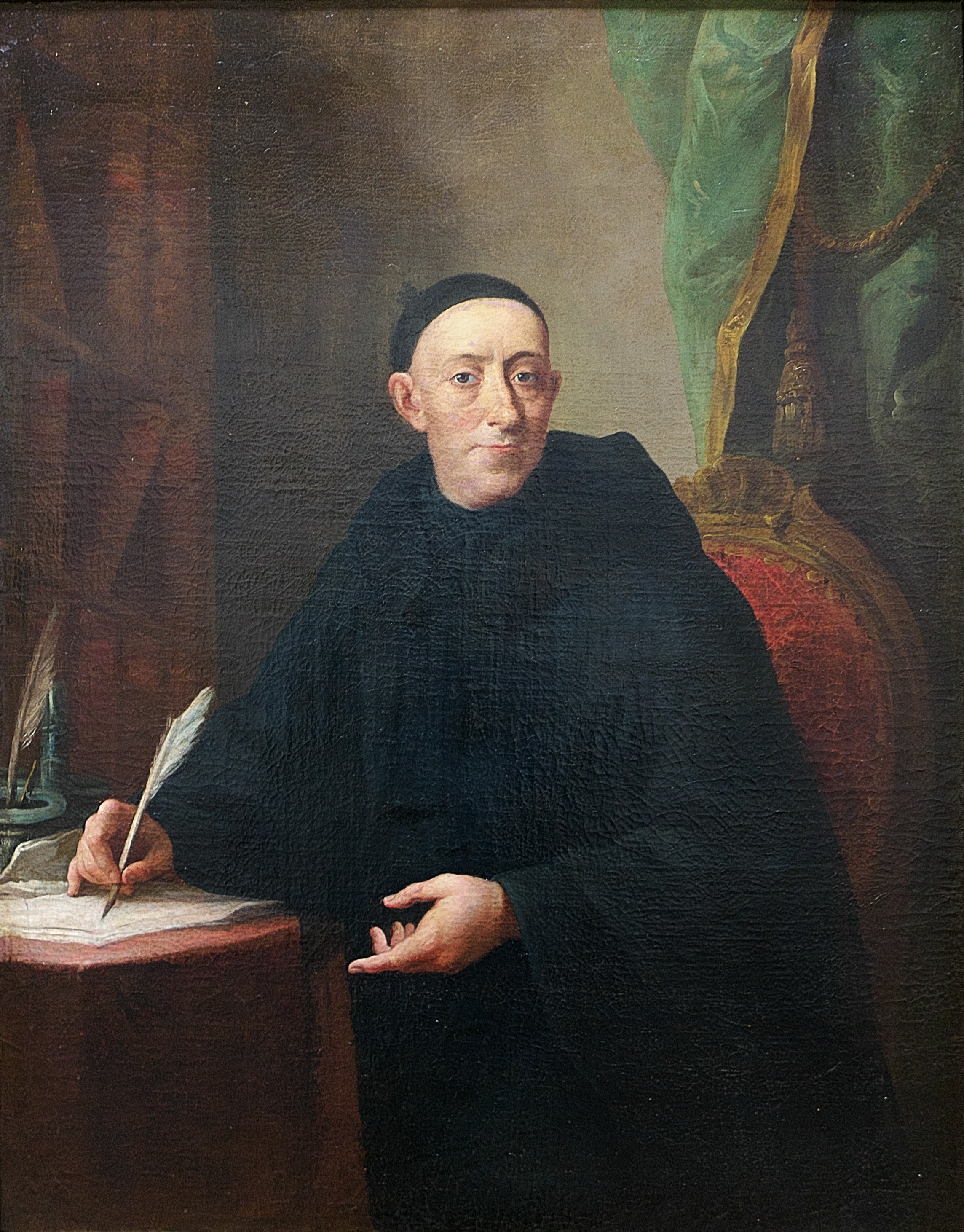
Benito Jerónimo Feijoo.

Feijoo publicó entre 1726 y 1739 la que sería su obra más importante llamada Teatro Crítico Universal, que sería completada con la serie de Cartas eruditas y curiosas. La obra de Feijoo, en contra de lo que se ha venido manteniendo, enlaza con la de los novatores, y la segunda fuente de su actividad intelectual son los maurinos franceses. Y por otro lado, a diferencia del «austracista» Mayans, se adaptó plenamente a las exigencias de la monarquía absoluta borbónica que ensalzó en numerosas ocasiones, aunque criticó con dureza el atraso de las universidades donde seguía predominando el pensamiento escolástico lo que impedía la introducción de la ciencia moderna.
En su Teatro Crítico Feijoo censuró la superstición y se ocupó especialmente de denunciar los milagros falsos, porque consideraba además que no hacían ningún favor al cristianismo. Así afirmó:

Cualquier fábula portentosa que se derrama en el vulgo halla presto patronos, aun fuera de los vulgares, debajo del pretexto que se debe dejar al pueblo en su buena fe

Feijoo defiende la búsqueda de la explicación de los hechos por causas naturales, y solo considera lícito recurrir a la intervención de Dios cuando las razones humanas no pueden explicar fenómenos o acontecimientos extraños. Así su método de análisis de la realidad se basó en lo que él mismo llamó «escepticismo» —o duda metódica— lo que le llevó a la superación de muchos errores y a la aceptación de los postulados de autores extranjeros, aunque no fueran católicos, como ya hiciera el novator Manuel Martí, —Feijoo acabó confesándose newtoniano—, y a no despreciar las ideas que venían del exterior, siguiendo una actitud iniciada por el también novator Cabriada.
Sin embargo, el afán de Feijoo de ceñirse a la experiencia tuvo sus límites debido a su concepción providencialista de la historia, que proviene de Bossuet, ignorando la crítica de Voltaire. Una muestra del mismo se puede observar en este párrafo:

Dos apóstoles tan grandes (Santiago y san Pablo), empleados por misión divina, en plantar la fe católica en España, muestran que España abultaba mucho en la soberana mente, como quien había de servir, sobre todas las demás naciones, a la exaltación de la fe católica

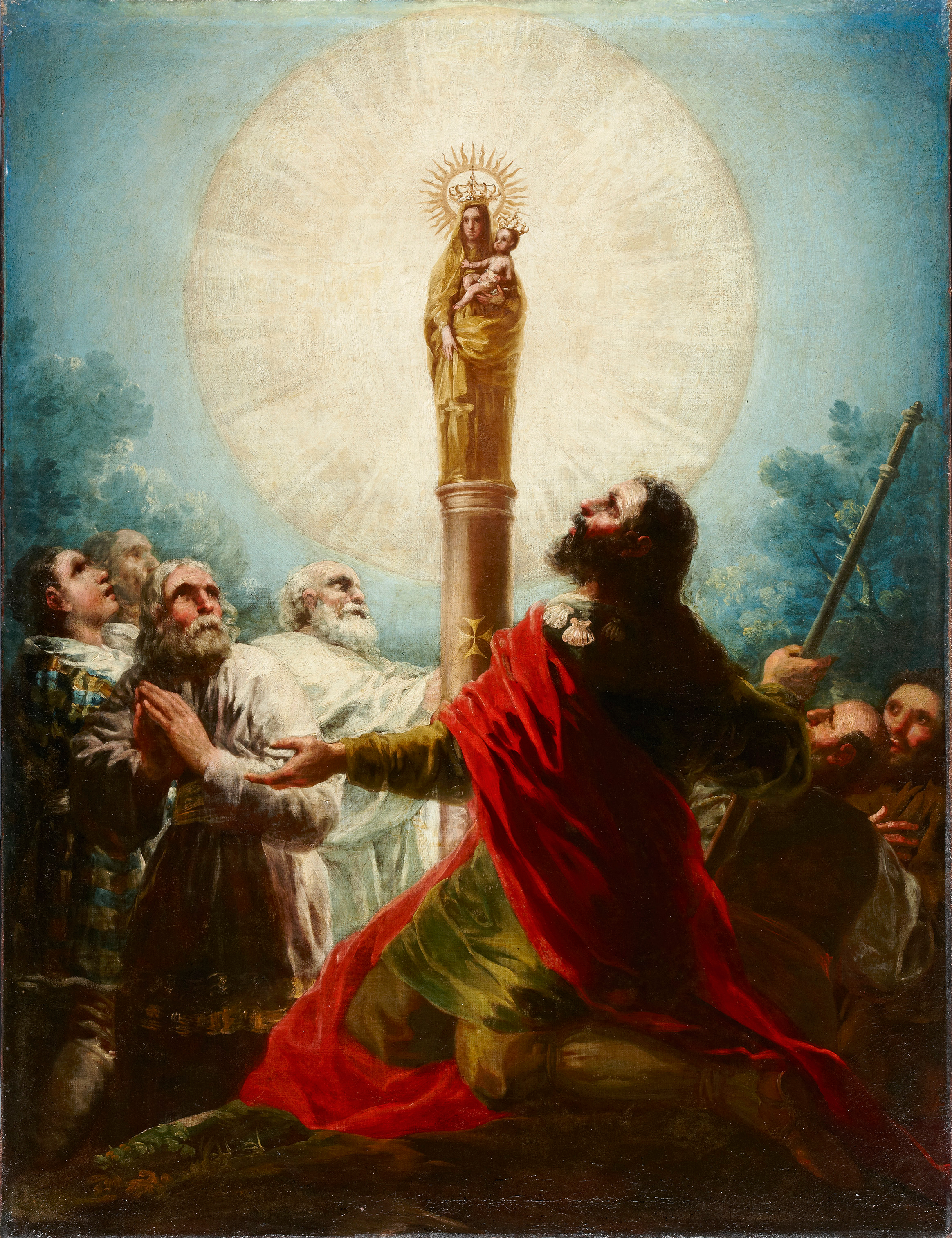
"El apóstol Santiago y sus discípulos venerando a la Virgen del Pilar", de Francisco de Goya.

La consecuencia de este providencialismo fue que la crítica histórica de Feijoo se detendrá ante las tradiciones y así aceptará, por ejemplo, la venida de Santiago a España aunque no haya pruebas de ello. Así confiesa que

dejaré al pueblo en todas aquellas opiniones, que o entretienen su vanidad o fomentan su devoción. Sólo en caso que su vana creencia le pueda ser por algún camino perjudicial, procuraré apearle de ella, mostrándole el motivo de la duda

Así, por ejemplo, Feijoo censurará la obra de Juan de Ferreras precisamente cuando trataba las tradiciones católicas por la excesiva frecuencia con que las rechazaba porque carecía de documentos que probaran su existencia. Ferreras había afirmado que cuando una cosa no se asegura por testimonios coetáneos o cercanos a aquella edad, si después de ella algunos siglos alguno lo asegurare, no puede ser creído por su siempre aseveración, lo que le había llevado a rechazar la tradición de la Virgen del Pilar, por lo que fue delatado a la Inquisición. Así, con la aprobación del confesor de Felipe V, el jesuita Guillaume Daubenton, fueron suprimidas las páginas de su Historia de España en las que abordaba ese tema. Ferreras respondió con la publicación en 1720 de un folleto bajo el seudónimo de Pedro Pablo y Francisco Antonio titulado Examen de la Tradición del Pilar en el que concluía que la tradición del Pilar, ni es segura, ni verdadera; aunque ya no se atrevió a negar la tradición de la venida de Santiago a la península.

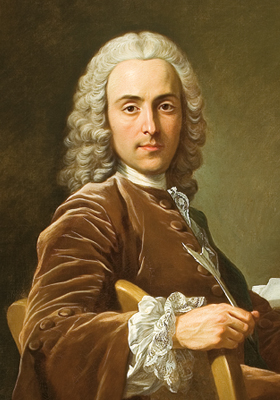
Gregorio Mayans

En cuanto a la historia crítica, el valenciano Gregorio Mayans fue más lejos que Feijoo e incluso que Ferreras, de quien no aceptaba que recurriera a la "verosimilitud" para llenar los huecos en el conocimiento del pasado. Mayans defendía que solo se podía conocer la verdad histórica recurriendo a las fuentes y sometiéndolas a un riguroso examen crítico. Mayans llegó a esta conclusión a partir de las lecturas de los autores que el novator Manuel Martí, deán de Alicante, le recomendó, singularmente el maurino Mabillon y Nicolás Antonio, cuya actitud crítica frente a los falsos cronicones y su Biblioteca Hispana marcaron los planteamientos intelectuales de Mayans. Mayans expuso estos principios en la Carta-Dedicatoria a Patiño, publicada en 1734 poco después de haber sido nombrado director de la Real Biblioteca y por la que aspiraba a ser nombrado Cronista de Indias cargo que finalmente no consiguió, y los aplicó a su obra más importante, Orígenes de la Lengua Española publicada poco después. Paradójicamente esta última obra fue criticada por no atenerse a unas supuestas normas del estudio de la historia. La réplica de Mayans fue muy dura. Finalmente Mayans renunció al cargo de bibliotecario real y se retiró a su localidad natal de Oliva donde preparó la edición de la Censura de Historias Fabulosas (1742) por lo que fue denunciado a la Inquisición. Aunque el Santo Oficio desestimó la acusación, el Consejo de Castilla embargó la edición así como todos los manuscritos que poseía Mayans, y las galeradas de las Obras Cronológicas del marqués de Mondéjar, cuya edición preparaba la Academia Valenciana, fundada por Mayans en 1742 "con el fin de propiciar la historia crítica que anulase la prepotencia de los historiadores partidarios de los falsos cronicones".
Gregorio Mayans pudo finalmente editar las Obras Cronológicas, con una Prefacción en la que expuso un programa completo para una historia crítica, que incluía el llamamiento a los historiadores para que lo pusieran en práctica. Este fue respondido por el jesuita Andrés Marcos Burriel quien en una carta de 1745 le comunicó a Mayans: «He visto en la 'prefacción' (la que no quiero alabar, porque excede toda alabanza) lo vasto de las ideas de Vmd. y no puedo menos de decir a Vmd. que muchas se me han ofrecido a mí también del mismo modo que a Vmd., cuando me pongo a soñar lo que deseo…». Sin embargo, Burriel no pudo culminar sus proyectos a causa de la caída en 1756 de su protector el Padre Rávago, confesor del nuevo rey Fernando VI. Quien sí lo consiguió fue el agustino Enrique Flórez, que también respondió al llamamiento de Mayans. Este por medio de una abundante correspondencia le proporcionó ayuda y consejos —como la lectura de la Censura de Historias Fabulosas de Nicolás Antonio— para la elaboración de la gran obra de Flórez, la España Sagrada, aunque finalmente se produjo la ruptura entre ambos a propósito de su distinta interpretación de la Era Hispánica y, sobre todo, de los orígenes del cristianismo en España, ya que Flórez aceptó como históricas la venida a la península de San Pablo y de Santiago, o la tradición de la Virgen del Pilar, porque para Flórez el criterio para probar un hecho histórico era diferente en la historia civil que en la historia eclesiástica. En esta última, según Flórez, se podía afirmar un hecho aunque no hubiera pruebas de su existencia si no había pruebas en contra. Mayans en una carta al nuncio en España, con quien mantenía buenas relaciones, criticó el uso de Flórez del "argumento negativo":

Aunque soy amantísimo de las glorias de España y procuro moverlas cuanto puedo, desestimo las falsas, y entretanto que en España no se permite desengañar a los crédulos, me alegro que haya eruditos extranjeros que lo procuren y que uno de ellos sea el [dominico italiano] padre Mamachi por lo que toca a la venida de Santiago a España, que tengo yo por una fábula mal ideada

### Pensamiento político, social y económico

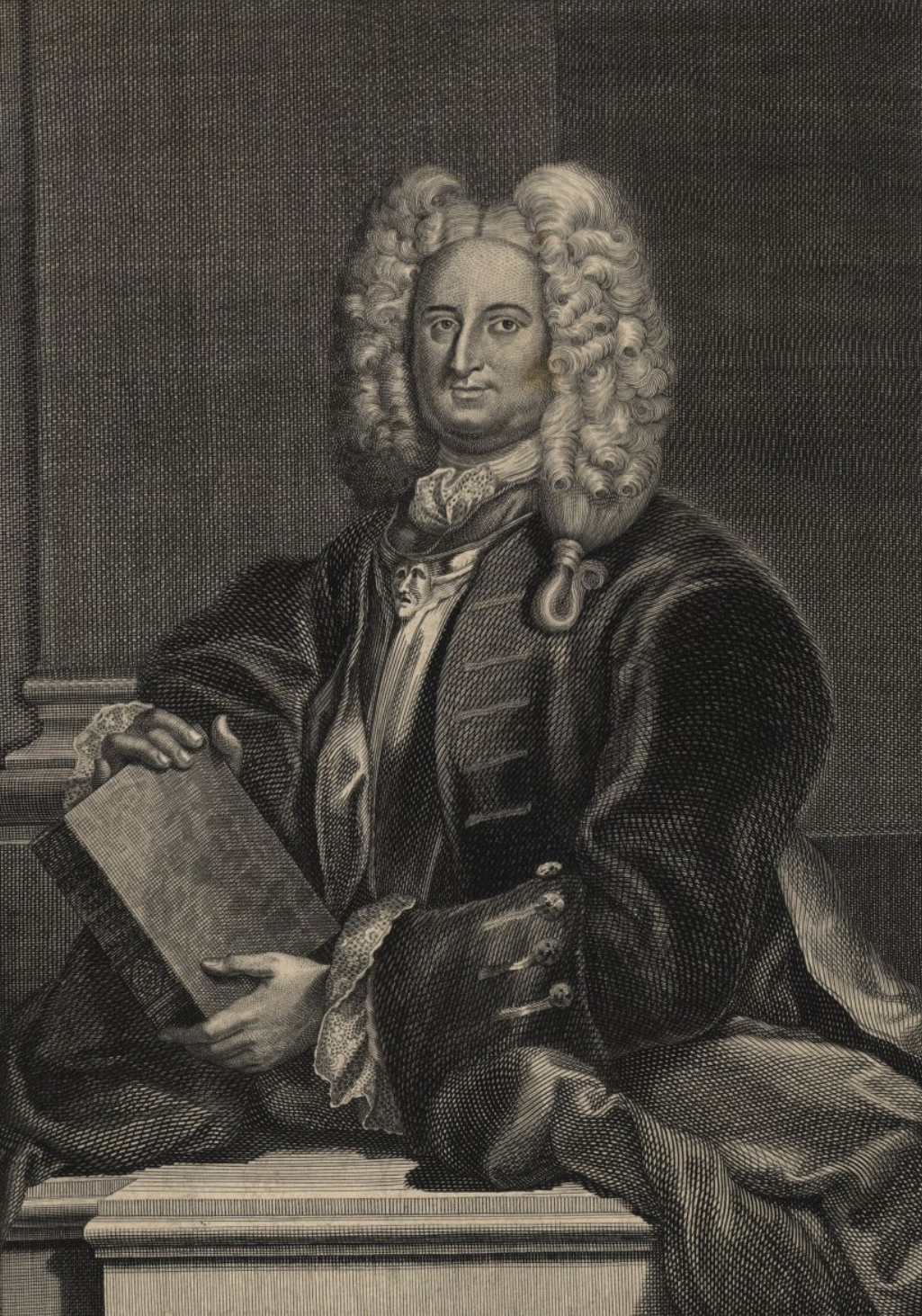
Álvaro Navia Osorio y Vigil.

Las investigaciones de las últimas décadas han puesto de manifiesto que el pensamiento político, social y económico de los ilustrados españoles en su mayor parte ha permanecido inédito ya que publicar sobre «política» en el sentido amplio de la palabra comportaba muchos riesgos, como verse envuelto en un proceso inquisitorial o tener que lidiar con el Consejo de Castilla. Gracias al estudio de los papeles manuscritos y de la correspondencia se ha podido conocer mejor lo que pensaban realmente los ilustrados españoles sobre estos temas, lo que «ha llegado a provocar alguna sorpresa mayúscula. ¡Cuán distinta ha acabado siendo, sin ir más lejos, la imagen que se tenía del Mayans y Siscar autor público y la que hemos podido forjarnos después de la edición de las veinte grandes entregas de su epistolario o de la publicación de sus inéditos filosóficos y económicos!».
La obra más importante sobre estos temas y de mayor influjo publicada durante la primera mitad del siglo XVIII fue Theórica y Práctica de Comercio y Marina de Jerónimo de Ustáriz (1724) —fue traducida al inglés en 1751 y utilizada por Adam Smith para estudiar la economía española; y al francés en 1753—. Considerada por muchos como el estudio cumbre del pensamiento mercantilista español, no se podría considerar como un paradigma del pensamiento económico de la Ilustración —que se movió entre la fisiocracia francesa y el liberalismo económico de Adam Smith—, pero sí es una obra ilustrada por dos de sus rasgos: «empeño científico y objetivo de progreso social». La obra influyó en las políticas de los últimos gobiernos de Felipe V, cuyos miembros más destacados se proclamaban «ustarizistas» y también auspició la publicación de otras obras siguiendo su estela: Rapsodia Económico-Político-Monárquica de Álvaro Navia Osorio y Vigil, marqués de Santa Cruz de Marcenado, publicada en 1732; Representación al Rey Nuestro Señor don Felipe V, dirigida al más seguro Aumento del Real Erario y conseguir la Felicidad, Mayor Alivio, Riqueza y Abundancia de su Monarquía, de Miguel de Zabala y Auñón, también editada en 1732, y en la que ya se entreve la influencia de los fisiócratas; Restablecimiento de las Fábricas y Comercio Español de Bernardo Ulloa, publicado en 1740. También influyó en Benito Feijoo, quien en 1739 publicó Honra y Provecho de la Agricultura, dentro del octavo tomo de su Teatro Crítico.

### Ciencia
En el campo científico también hubo continuidad entre la obra de los novatores y los de la primera Ilustración, «apenas interrumpida por el cambio dinástico». Precisamente el papel que desempeñaron los gobiernos de Felipe V en el desarrollo de la ciencia moderna en España es objeto de debate. Todos los estudiosos reconocen su apoyo a los progresos en las ciencias aplicadas, aunque los más críticos señalan que su finalidad era proporcionar al ejército y a la marina los «conocimientos útiles» necesarios para ponerlas a la altura del resto de las potencias europeas —incluso hay historiadores que hablan de «militarización de la ciencia española de la Ilustración»—. En esta línea crítica también se destaca que no se fundara una Real Academia de Ciencias —como las que existían en Londres, París, Berlín o San Petersburgo— «que estructurase y avalase la investigación científica de forma autónoma respecto al poder o las instituciones universitarias dominadas por la escolástica».
En una primera etapa la herencia de los novatores fue determinante. El Compendio Matemático del Padre Tosca (1707-1715) se convirtió en el manual de las academias militares hasta el reinado de Carlos III. Asimismo el Compendium Philosophicum de Tosca, publicado en 1721, en el que se defendían las posturas mecanicistas de Galileo, Descartes y Gassendi, también ejerció una gran influencia.

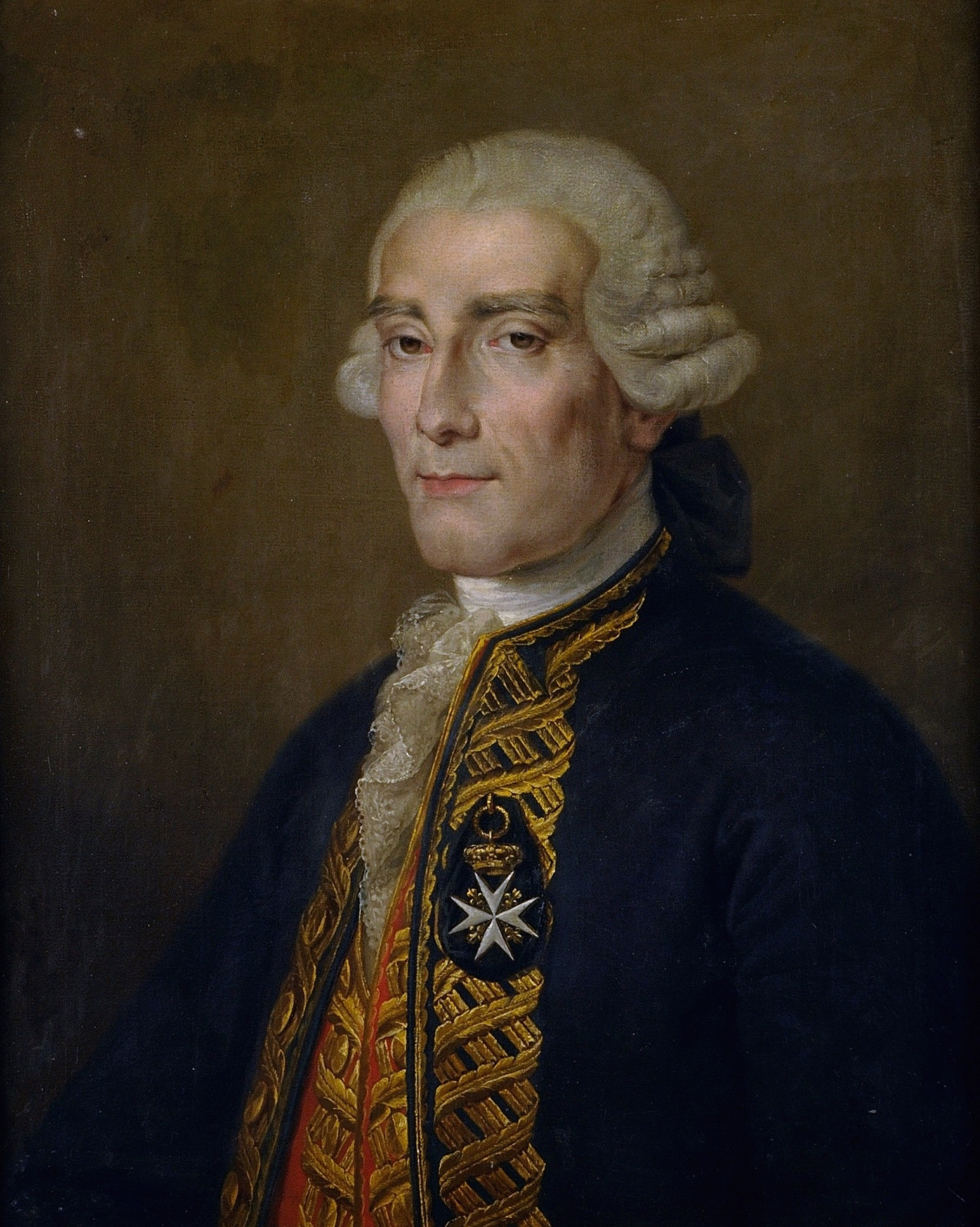
Jorge Juan.

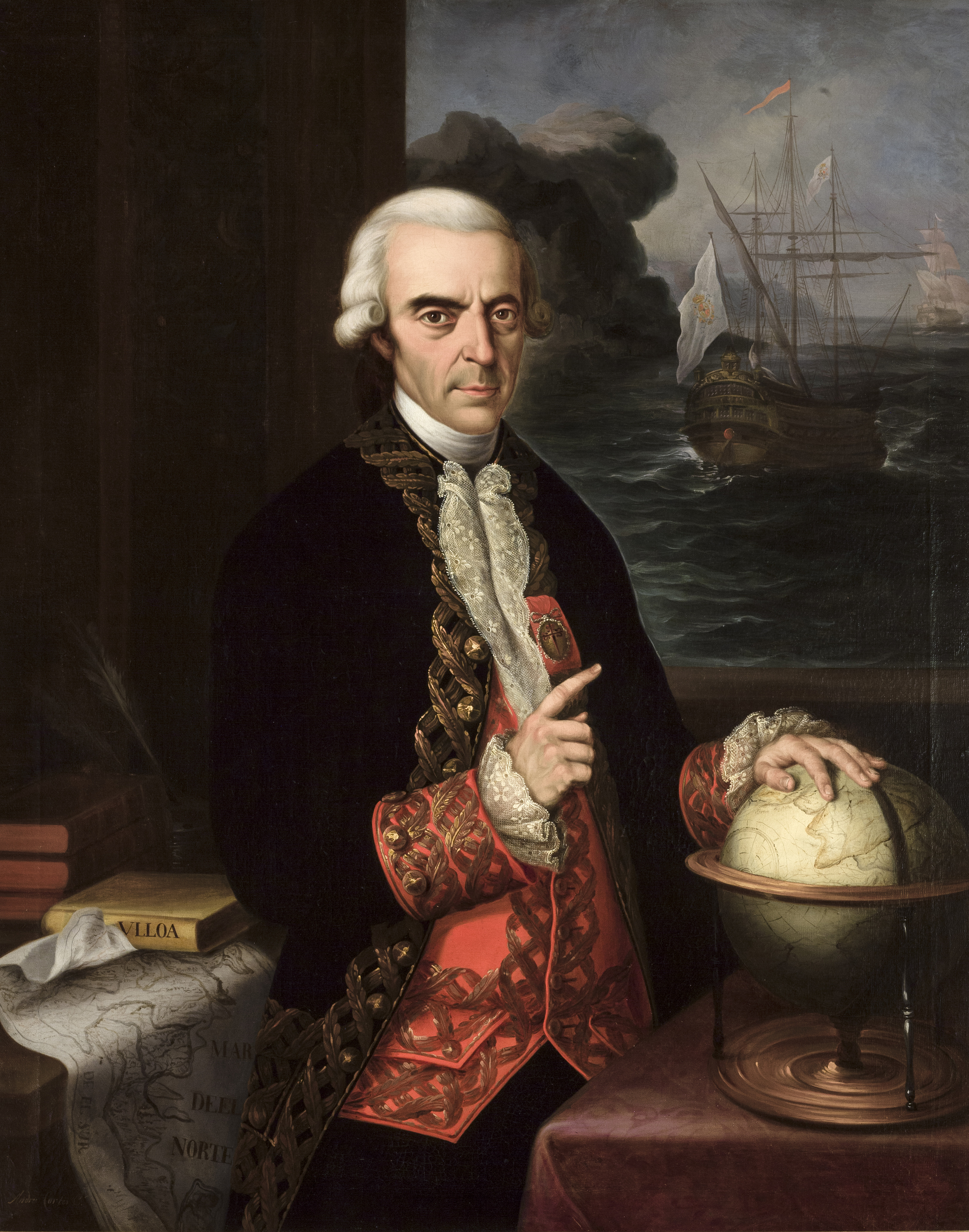
Antonio Ulloa.

Sin embargo, Tosca no recogió las aportaciones de Newton, cuya obra no sería conocida en profundidad en España —aunque Feijoo se había confesado newtoniano— hasta la expedición patrocinada por la Academia de Ciencias de París para medir un grado del meridiano terrestre en Ecuador (1735-1744) en la que participaron Jorge Juan y Antonio Ulloa, quienes a su regreso y anticipándose a los franceses publicaron en 1748, Observaciones Astronómicas y Físicas, hechas de Orden de S.M. en los Reinos del Perú, "sin duda la obra científica más importante de nuestro siglo XVIII", según Antonio Domínguez Ortiz. En ella se defendían los postulados newtonianos, que claro está incluía el heliocentrismo, por lo que fue objeto de examen por la Inquisición que obligó, en principio, a añadir la frase: «sistema dignamente condenado por la Iglesia». "Ulloa parece que estaba dispuesto a aceptar semejante imposición, pero Jorge Juan se negó y acudió al jesuita Andrés Marcos Burriel, quien explicó las circunstancias a Mayans. Y entre Burriel y Mayans calmaron al inquisidor general (Pérez Prado) que se conformó con que se introdujeran las palabras: «aunque esta hipótesis sea falsa»".
En el campo de la medicina también enlaza con los novatores la obra de Martín Martínez, médico de Cámara y miembro de Protomedicato, que publicó en 1724 el Compendio y Examen Nuevo de Cirugía Moderna, que tuvo numerosas ediciones, aunque fue más conocido por una obra publicada dos años antes con el título Medicina Escéptica, y que tuvo su continuidad en la Philosophía Escéptica publicada en 1730. Asimismo destaca la obra del médico Andrés Piquer, cuyas obras también alcanzaron varias ediciones como su Medicina Vetus et Nova (1735) o el Tratado de las Calenturas, quien también se adentró en el campo de la filosofía con Física Moderna, Racional y Experimental (1745) y Lógica Moderna (1747).<

## Plena Ilustración (1750-1810)

### Focos de la plena Ilustración
Antonio Domínguez Ortiz destacó que la Ilustración en España «se abrió paso con dificultad y sólo llegó a constituir islotes poco extensos y nada radicales» pero que estos «islotes no surgieron al azar». «El caldo de cultivo de las ideas ilustradas se encontraba en ciudades y comarcas dotadas de una infraestructura material y espiritual: imprenta, bibliotecas, centros de enseñanza superior, sector terciario desarrollado, burguesía culta, comunicación con el exterior; condiciones difíciles de hallar en el interior, salvo en contadas ciudades: Madrid, Salamanca, Zaragoza... Más bien se hallaban en el litoral, en puertos comerciales».

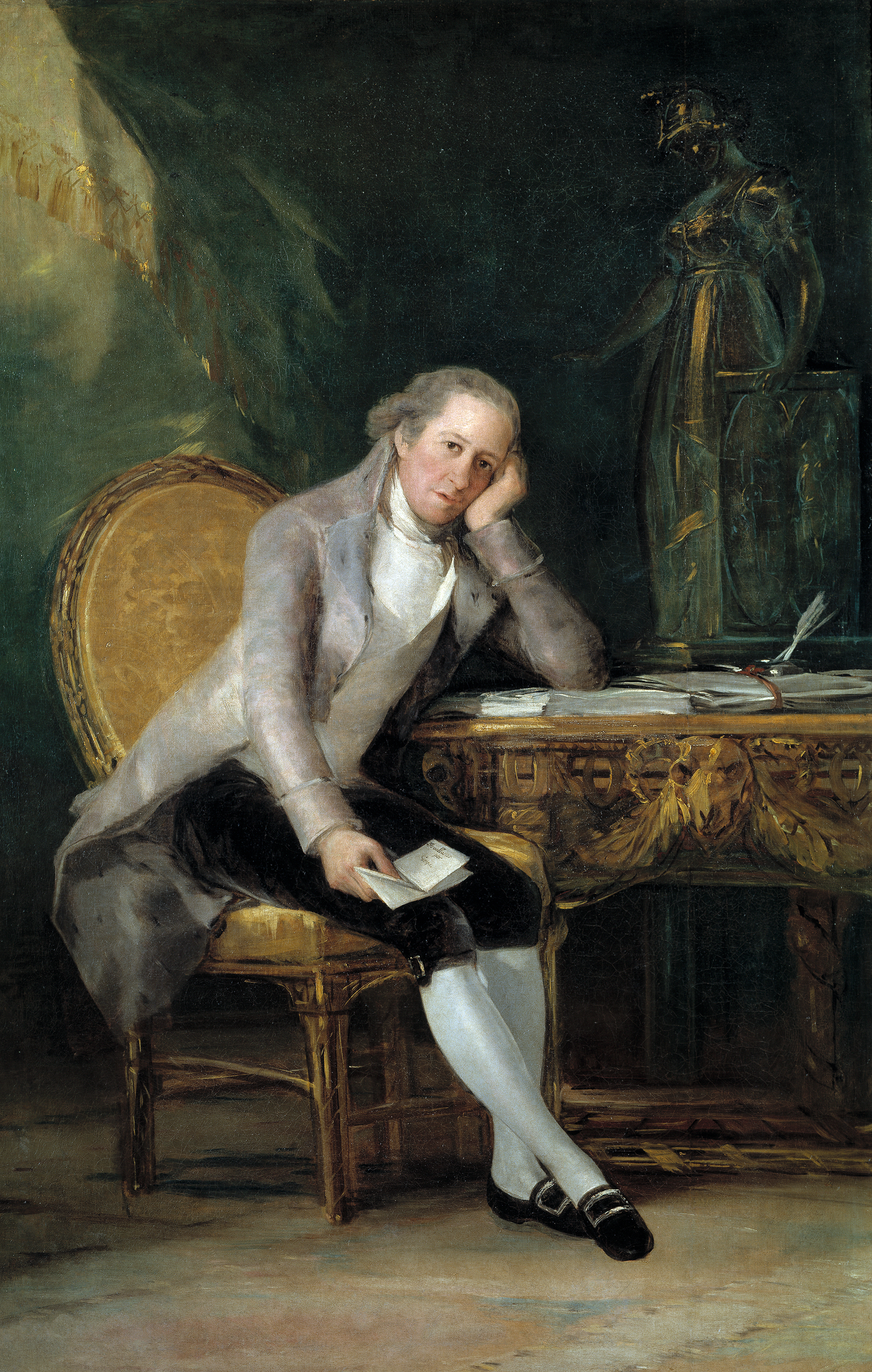
Gaspar Melchor de Jovellanos, retratado por Francisco de Goya en 1798. Museo del Prado.

En la costa cantábrica surgieron dos tempranos focos de la Ilustración. El primero fue el asturiano, gracias a la senda abierta por el benedictino Benito Feijoo que desarrolló la mayor parte de su actividad intelectual en el monasterio de San Vicente de Oviedo. En la segunda mitad del siglo sus dos figuras más sobresalientes fueron Pedro Rodríguez de Campomanes, quien ocupó cargos importantes durante el reinado de Carlos III por lo que «el gobernante eclipsó al intelectual» y Gaspar Melchor de Jovellanos, quien desarrolló su máxima actividad durante el reinado de Carlos IV. Este último, entró en contacto con los postulados ilustrados durante su estancia en Sevilla donde había obtenido la plaza de oidor en la Audiencia, al participar en la tertulia que reunía en el Alcázar el intendente Pablo de Olavide. En 1778 fue nombrado Alcalde de Casa y Corte en Madrid, y su estancia en la «villa y corte» fueron los de su máxima actividad intelectual. Fue nombrado Secretario de Gracia y Justicia en 1798, pero poco después fue detenido y pasó ocho años de prisión en el castillo de Bellver en Mallorca.
El otro foco ilustrado de la costa cantábrica fue Guipúzcoa. Allí nació la primera Sociedad Económica de Amigos del País, que serviría de modelo a todas las demás, a iniciativa de los "Caballeritos de Azcoitia", nombre que se dio al grupo encabezado por Xavier María de Munibe e Idiáquez, conde de Peñaflorida, Joaquín Eguía, III marqués de Narros, y Manuel Ignacio de Altuna, este último admirador de Rousseau, de quien fue amigo. La Sociedad Vascongada de Amigos del País aprobada en 1765, tras la expulsión de los jesuitas de España de 1767, consiguió la cesión del colegio de Vergara, en el que fundaron el Real Seminario de Nobles. Algunos de sus miembros o personas de su entorno, como el fabulista Samaniego o el marqués de Narros fueron procesados por la Inquisición. El marqués, a pesar de ser familiar del Santo Oficio, fue condenado por difundir proposiciones "heréticas" sacadas de Voltaire, Rousseau y otros enciclopedistas, aunque gracias a la intervención del conde de Floridablanca el castigo se limitó a una abjuración de levi y unas penitencias secretas.

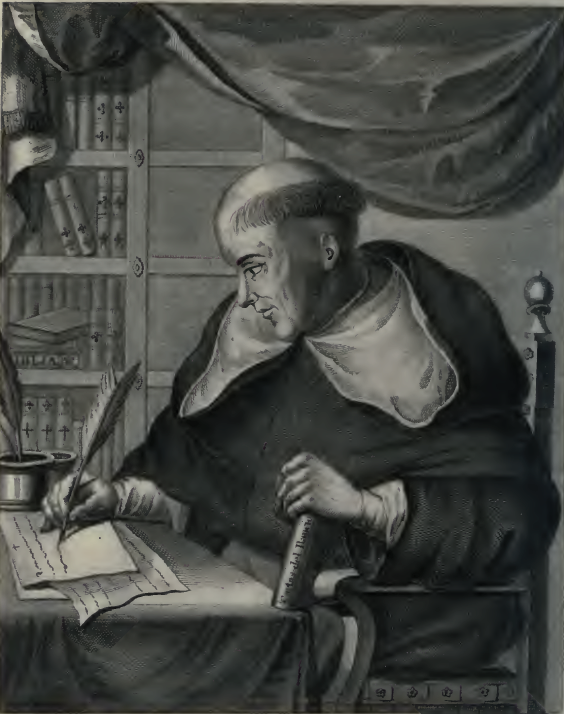
Francisco Alvarado, publicista antiilustrado conocido como "el Filósofo rancio".

En la costa mediterránea el foco ilustrado más importante fue Valencia, debido a que ya había sido uno de los centros principales de la actividad de los novatores y a que allí siguió trabajando Gregorio Mayans, tras su marcha de Madrid en 1740, y cuya intensa y larga actividad intelectual continuó hasta bien entrada la segunda mitad del siglo. Entre la amplia nómina de los ilustrados valencianos se pueden destacar el matemático y astrónomo Jorge Juan y el botánico Antonio José Cavanilles. El primero, tras la publicación junto con Antonio de Ulloa en 1748 de las Observaciones astronómicas y físicas hechas en los reinos del Perú, obra que tuvo muchos problemas con la Inquisición, se hizo cargo del observatorio astronómico de Cádiz, donde reunió una tertulia científica, y llevó a cabo misiones por encargo del gobierno en diversos países, como en Inglaterra donde fue el encargado de reclutar técnicos de construcción naval. Años después, Jorge Juan explicó con toda claridad su pensamiento en Estado actual de la Astronomía en Europa (1774), con una defensa clara y rotunda de la teoría astronómica de Newton.
Antonio José Cavanilles estuvo en París doce años (1777-1789) acompañando al Duque del Infantado nombrado embajador de la Monarquía de España ante Luis XVI, donde mantuvo contacto con los medios intelectuales más avanzados. A su regreso fue nombrado director del Jardín Botánico de Madrid, pero su obra magna fue mucho allá de la botánica, ya que en ella analizó fenómenos demográficos, antropológicos, sociales y económicos. Se trata de las Observaciones sobre la historia natural, geografía, población y frutos del Reino de Valencia.

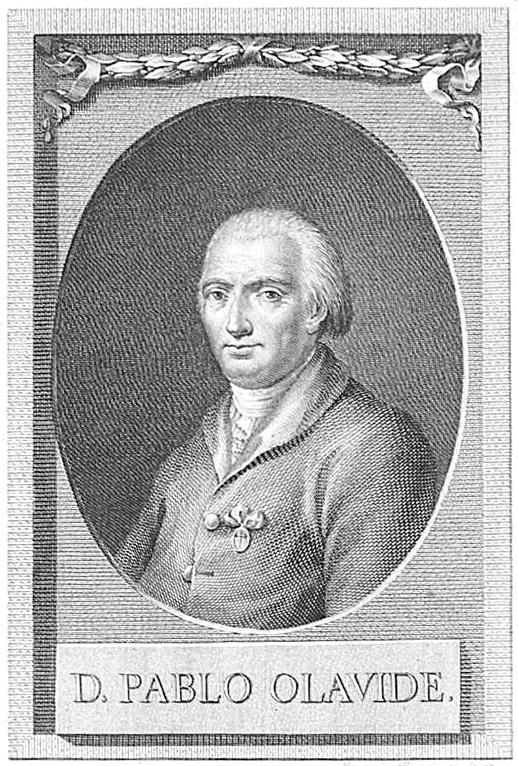
Pablo de Olavide hacia 1800.

El segundo gran foco ilustrado de la costa mediterránea fue Barcelona. Allí además de la Academia de Buenas Letras, reconocida por Fernando VI en 1754, tuvo un papel destacado en la difusión de las nuevas ideas la Junta de Comercio de Barcelona que desplegó una actividad similar a la que en otros lugares llevaban a cabo las Sociedades de Amigos del País, y que prestó especial atención a la Escuela Naval, además de crear la primera escuela de taquigrafía de España. Por otro lado, la Universidad de Cervera, a pesar de haber sido fundada como castigo a los catalanes por su rebelión en la Guerra de Sucesión Española ya que supuso el cierre de las universidades catalanas existentes en 1714, fue también cuna de ilustrados, entre los que destacó el jurista Josep Finestres, gran amigo del valenciano Mayans. El final de siglo está dominado por la figura de Antonio de Capmany, autor de la que podría considerarse la primera historia económica de España, titulada Memorias históricas sobre la Marina, Comercio y Artes de Barcelona. Su actividad continuó en el siglo siguiente y participó en las Cortes de Cádiz.
En la fachada atlántica destacaron Sevilla y Galicia. En la primera el grupo ilustrado más destacado se formó en torno a la tertulia del Alcázar organizada por el intendente Pablo de Olavide, nacido en el Virreinato de Perú, y que, según Domínguez Ortiz, "fue durante algún tiempo el núcleo ilustrado más importante de España". A ella asistieron Cándido María Trigueros, Antonio de Ulloa y un joven Jovellanos recién nombrado oidor de la Audiencia. Disuelta la tertulia, su herencia fue continuada por los ilustrados de las dos últimas décadas del siglo como Marchena, Lista, Reinoso, Mármol o Blanco White, cuya actividad se adentra en el siglo XIX. A pesar de que en Sevilla y en Andalucía en general hubo fuertes resistencias al movimiento ilustrado, como la del Padre Ceballos, autor de La falsa Filosofía, crimen de Estado; el Padre Alvarado que escribió con el seudónimo de El filósofo rancio; o fray Diego de Cádiz, famoso por sus sermones antiilustrados.
En Galicia los centros ilustrados fueron Santiago de Compostela y los puertos marítimos, y sus propuestas fueron muy moderadas, como el Discurso crítico sobre las leyes y sus intérpretes (1756-1770) de Juan Francisco de Castro Fernández, Estorbos y remedios de la riqueza de Galicia (1775) de Francisco Somoza de Monsoriu o la Descripción económica del reino de Galicia (1804) de Lucas Labrada. No fue el caso de Vicente del Seixo que tuvo problemas con la Inquisición por su Origen de la tolerancia (1788) y con la autoridad civil por Ensayos para una instrucción de la juventud española (1797) que acabó prohibiendo su difusión.

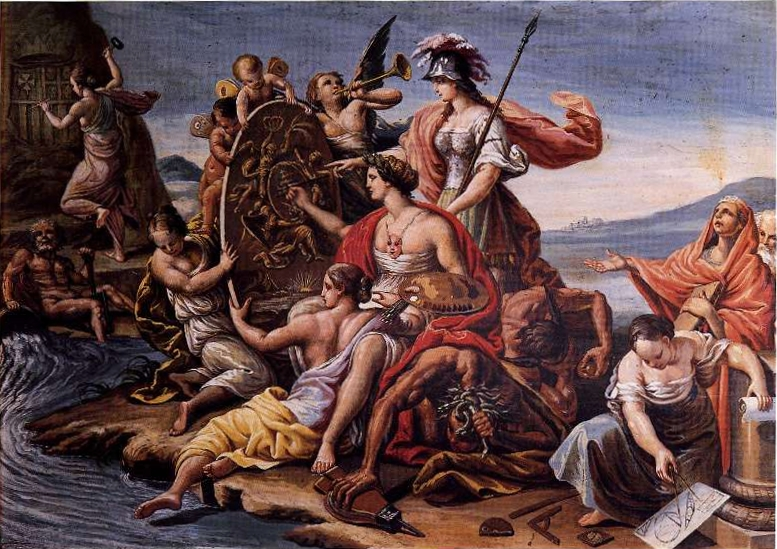
Fray Manuel Bayeu, Alegoría de las Bellas Artes exaltando a la Real Sociedad Económica Aragonesa de Amigos del País, h. 1785.

En la España interior los únicos focos ilustrados de cierta relevancia fueron Zaragoza, Salamanca y, sobre todo, Madrid. En la capital aragonesa el movimiento ilustrado se articuló en torno a la Real Sociedad Económica Aragonesa de Amigos del País que fue una de las más activas de España. En ella se fundó la primera cátedra de "Economía civil" —lo que después se conocería como "Economía política"— que estuvo a cargo de Lorenzo Normante, muy influido por el napolitano Antonio Genovesi. Su crítica a la propiedad amortizada, su defensa del lujo como estímulo al crecimiento económico y la afirmación de que el celibato eclesiástico era perjudicial para el Estado, le valió muchas críticas por parte de los miembros de la universidad de Zaragoza y desde los púlpitos, campaña que culminó con la llegada la capital aragonesa del capuchino fray Diego de Cádiz, que lo denunció a la Inquisición, aunque esta decidió no intervenir, y además Normante encontró apoyo en la corte que nombró una comisión de teólogos y juristas que emitieron un dictamen favorable y pudo seguir enseñando. "Cuando marchó a Madrid su sucesor divulgó las teorías de Adam Smith, novedad absoluta en España".

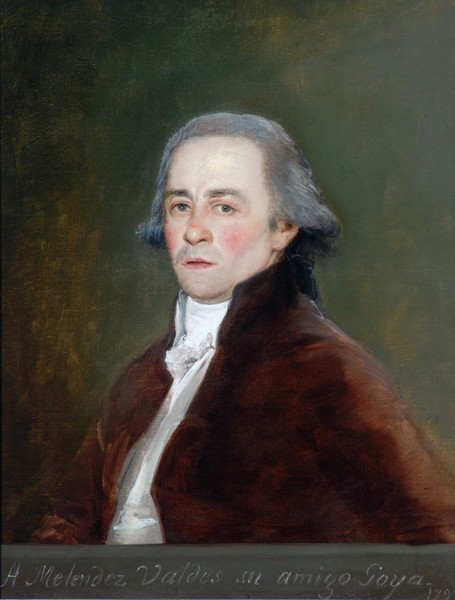
Juan Meléndez Valdés, retratado por Goya en 1797. Bowes Museum.

El núcleo ilustrado de Salamanca se reducía a la Universidad, cuyo claustro estaba muy dividido entre el sector tradicionalista y el defensor de la introducción de las nuevas ideas. Juan Justo García, introductor de la matemática moderna en España, tuvo que pelear para que se abandonara el aristotelismo y se introdujeran las nuevas teorías científicas. Asimismo en los estudios de derecho romano se introdujo el regalismo de raíz jansenista. Gracias a estos y otros cambios la universidad de Salamanca dejó de ser baluarte del tradicionalismo, y de sus aulas salieron en las últimas décadas del siglo: José Cadalso; el poeta Meléndez Valdés; el jurista Ramón de Salas; o Diego Muñoz Torrero, destacado diputado en las Cortes de Cádiz.

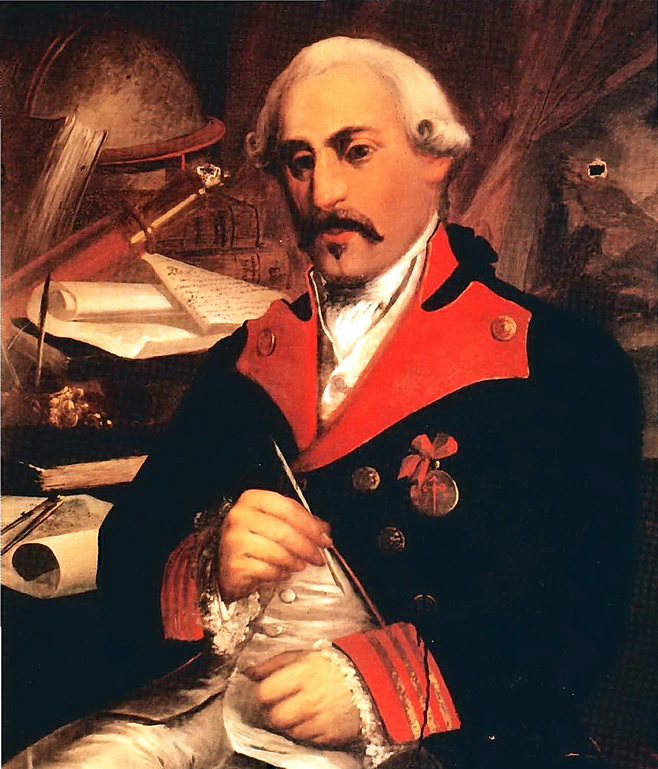
Retrato de José Cadalso (1855) por Pablo de Castas Romero. Museo de las Cortes de Cádiz.

Madrid, al ser la sede de la corte, "atrajo gobernantes, pensadores y artistas de todas las regiones, y aun de países extranjeros; de Asturias llegaron Campomanes y Jovellanos; de Valencia, Cavanilles, don Antonio Ponz [autor de Viaje por España (1772-1792)] y Francisco Pérez Bayer [discípulo de Mayans]; de Andalucía, entre otros, el gaditano Cadalso, autor de las 'Cartas Marruecas'... De la propia Meseta también llegaron a Madrid algunos ingenios, como León de Arroyal, verdadero autor de las Cartas político-económicas que antes se atribuían al conde de Campomanes, autor también de la sátira Pan y toros y de un interesante proyecto de Constitución que lo sitúa en el paso a la generación siguiente, preliberal... Con estos varios aportes, Madrid fue indudablemente el centro de la Ilustración gracias a un conjunto de factores que no se encontraban en ninguna otra ciudad: instituciones docentes de espíritu moderno, ambiente cosmopolita, prensa abundante, mecenazgo de aristócratas ilustrados, una Sociedad Económica cuya actividad sobrepujó mucho a las de provincias y una presencia gubernamental que era, según los casos, impulso, freno o tutela".

### Sociedades Económicas de Amigos del País

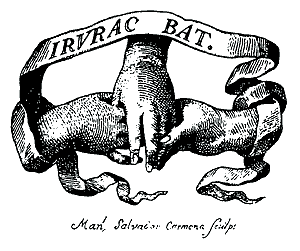
Emblema de la Real Sociedad Bascongada de Amigos del País con el lema «Irurac bat» («Las tres, una»).

La primera Sociedad Económica de Amigos del País fue una iniciativa de los nobles ilustrados guipuzcoanos conocidos como los "Caballeritos de Azcoitia" —encabezados por Javier María de Munibe, conde de Peñaflorida— que en 1748 formaron una tertulia llamada "Junta Académica", cuyas actividades "incluía las matemáticas, la física, la historia, la literatura, la geografía, sesiones de teatro y conciertos de música". Tomaron como modelo las sociedades económicas que estaban proliferando en toda Europa debido al interés creciente por los temas económicos y en especial por el progreso de la agricultura, y que tenían un carácter más utilitario que las academias literarias y científicas. En 1763 las Juntas Generales de Guipúzcoa aprobaron el proyecto de creación de una Sociedad Económica de la Provincia de Guipúzcoa, cuyos miembros serían reclutados entre las personas más conocidas del país por su sabiduría en la agricultura, las ciencias y artes útiles a la economía y en el comercio, dando entrada así en el seno de la sociedad a gente plebeya y enriquecida por el comercio que tenían los mismos derechos que los socios procedentes de la nobleza o el clero. La iniciativa de los "caballeritos de Azcoitia" fue secundada por políticos e ilustrados del Señorío de Vizcaya y de la "provincia" de Álava, quienes se reunieron con los guipuzcoanos en Azcoitia en diciembre de 1764 para aprobar los estatutos de una nueva sociedad llamada Sociedad Bascongada de Amigos del País, que recibiría la aprobación del Consejo de Castilla en 1772. Unos de sus objetivos era estrechar más la unión de las tres provincias vascongadas —contaba con tres secciones, una por cada territorio— y más tarde promovió la formación de las dos sociedades de amigos del país del Reino de Navarra establecidas en Pamplona y Tudela.

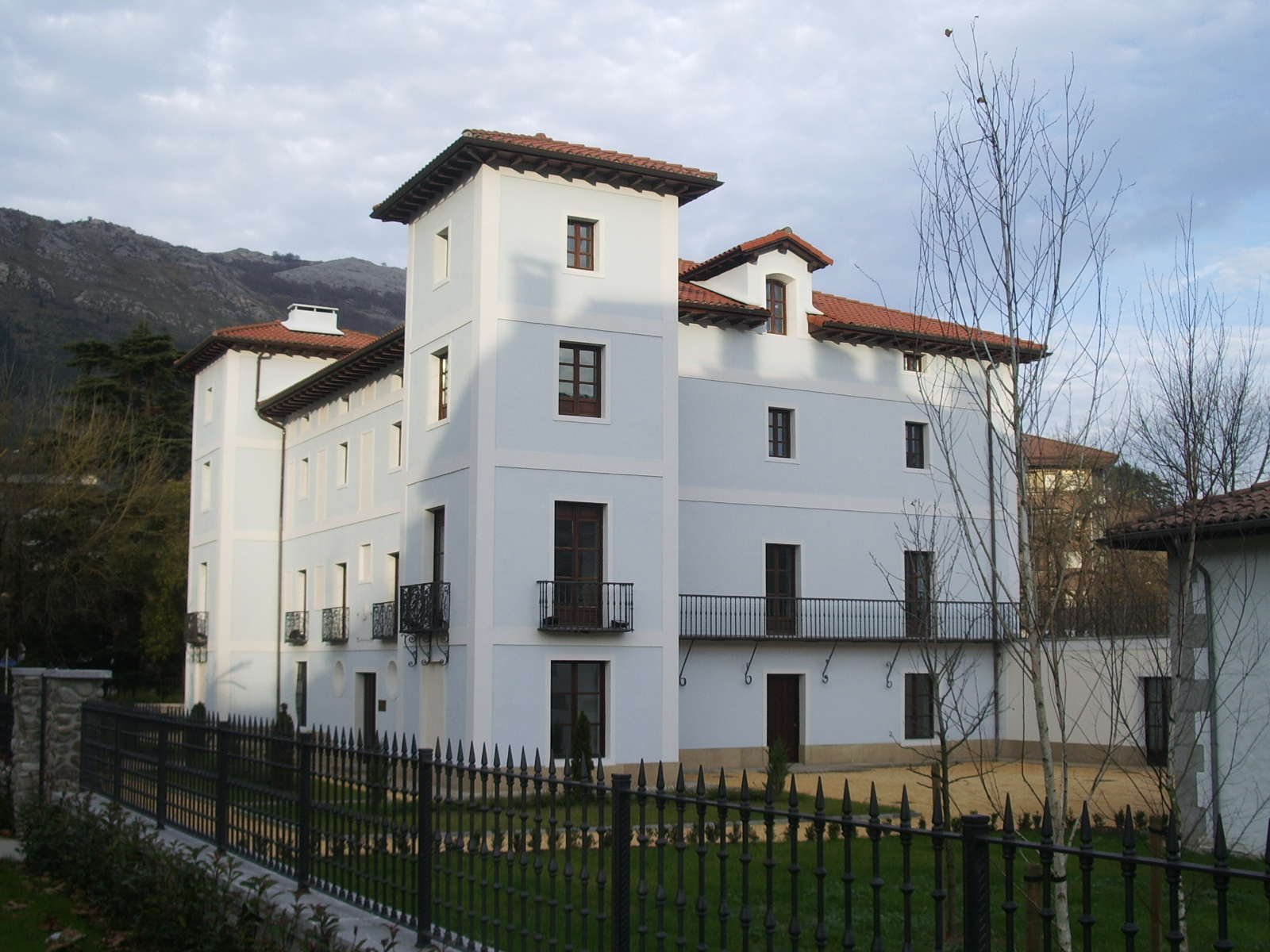
El palacio de Insausti de Azcoitia fue la sede principal de la Real Sociedad Bascongada de Amigos del País.

Los fines de la Sociedad Económica Bascongada de Amigos del País eran aplicar los nuevos conocimientos científicos a las actividades económicas, por ejemplo en las ferrerías, y enseñar aquellas materias que no se explicaban en las universidades, como la física experimental o la mineralogía —que sería el germen de la Real Escuela de Metalurgia—. También establecieron cátedras de historia y de francés. Cuando fueron expulsados los jesuitas en 1767, los "caballeritos de Azcoitia" consiguieron la cesión del colegio de Vergara, en el que fundaron el Real Seminario de Nobles. La Sociedad logró formar una importante biblioteca y consiguió el permiso para suscribirse a la Enciclopedia, aunque con la condición de que solo pudiera ser consultada por los socios de la entidad que tuvieran licencia de la Inquisición para leer libros prohibidos —condición que al parecer no se cumplió—. Las secciones "provinciales" de la Bascongada se dividieron en cuatro comisiones: "Agricultura y Economía rústica", "Ciencias y artes útiles", "Industria y Comercio" e "Historia, Política y Buenas Letras". Por otro lado, no redujo su ámbito de actuación a las tres "provincias" vascas y al reino de Navarra, sino que se extendió a Cádiz, Sevilla y Madrid, y también a México, Buenos Aires, Lima o La Habana en América.

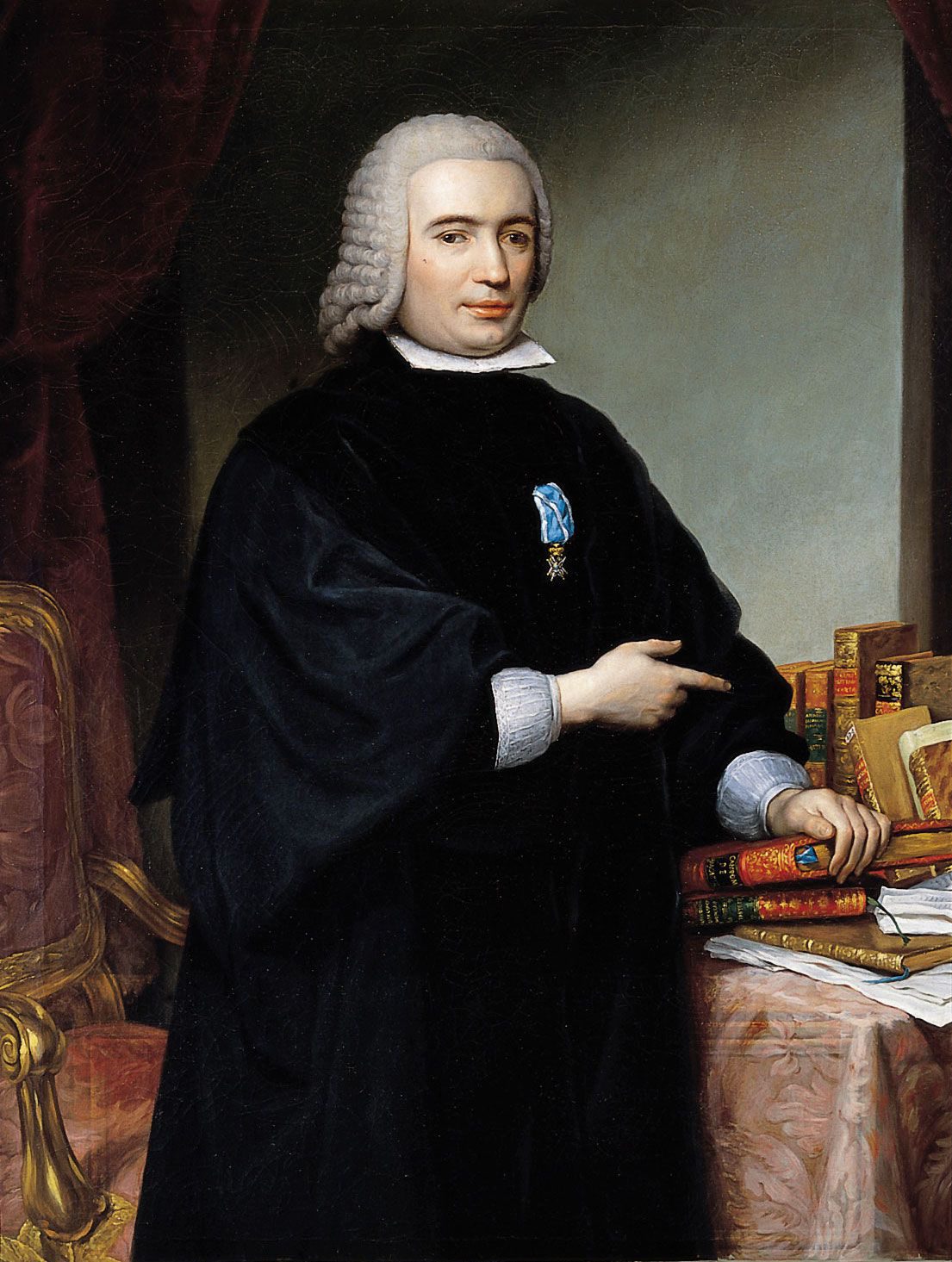
Pedro Rodríguez de Campomanes retratado por Francisco Bayeu en 1777.

Por iniciativa del fiscal del Consejo de Castilla, Pedro Rodríguez de Campomanes, el ejemplo de la Bascongada se extendió a toda la Monarquía. El proyecto lo expuso en el Discurso sobre el fomento de la industria popular (1774) y en el Discurso sobre la educación popular y su fomento (1775), "dos obras impresas sin el nombre del autor por su carácter oficial a instancias del Consejo de Castilla y con el permiso del rey" Carlos III. Según el historiador Pedro Ruiz Torres, el proyecto de Campomanes presentaba cinco notables diferencias respecto de la institución vasca. La primera, era que la iniciativa partía del gobierno, con lo que la existencia de un grupo de ilustrados no era una condición previa para su fundación. En segundo lugar, sus estatutos debían ajustarse al modelo de la Sociedad Económica Matritense de Amigos del País, fundada en 1775, y que habían sido supervisados por el propio Campomanes, con lo que su función fundamental sería apoyar las reformas emprendidas por los ministros del rey. En tercer lugar, aumentaba considerablemente la tutela pública sobre las mismas. En cuarto lugar, el acceso a las sociedades quedaba restringido a la nobleza más ilustrada, caballeros, eclesiásticos y gentes ricas, y miembros de la administración y autoridades locales, con lo que su base social era mucho más reducida que la de la Bascongada. En quinto lugar, su ámbito de actividades se restringía a la teoría y la práctica de la economía política en todas las provincias de España, por lo que se prescindía de la "Historia, Política y Buenas Letras" y pasaban a un segundo plano las matemáticas, la física y la medicina. Así pues, las más de sesenta Sociedades de Amigos del País que se constituyeron por toda España entre 1775 y el final del reinado de Carlos III, en 1788, "no siguieron el mismo camino que la Bascongada".
En cuanto a la aportación que hicieron las Sociedades de Amigos del País al progreso de las ideas ilustradas, Pedro Ruiz Torres, afirma que "tuvieron muchas limitaciones y no fueron lejos a la hora de hacer lo que Jovellanos ensalzaba [en su Elogio de Carlos III de 1788 dijo que en la nueva institución , desnudos de las aficiones del interés personal, y tocados del deseo del bien común, todos se reúnen, se reconocen ciudadanos, se confiesan miembros de la asociación general antes que de su clase, y se preparan a trabajar por la utilidad de sus hermanos], Manuel Aguirre concebía como el sustituto de una carencia [la falta de leyes constitucionales que llevaran a los vasallos a un estado de hombres con libertad con capacidad de manifestar a los tribunales y a sus conciudadanos, por escrito, los males y violencias que sufrían y agenciar su felicidad, y sin un supremo Consejo de Estado que represente la voz del pueblo todo y su voluntad general] y Fernando de Cevallos criticaba con evidente exageración [denunció que en las sociedades se hablaba con peligrosos aires republicanos y que algunas hubieran conseguido la licencia de leer libros prohibidos con el consiguiente peligro de introducir ideas subversivas]. Sin embargo, no cabe duda de que se convirtieron en uno de los productos más representativos del idealismo de una minoría de ilustrados. Su concepción de la sociedad todavía unía la felicidad pública a la desigualdad jurídica y a la monarquía absoluta, por mucho que reivindicara el talento, las ciencias y la utilísima ciencia de la economía, pero no por ello dejó de provocar la reacción adversa de los sectores sociales más tradicionales".

### Ciencia

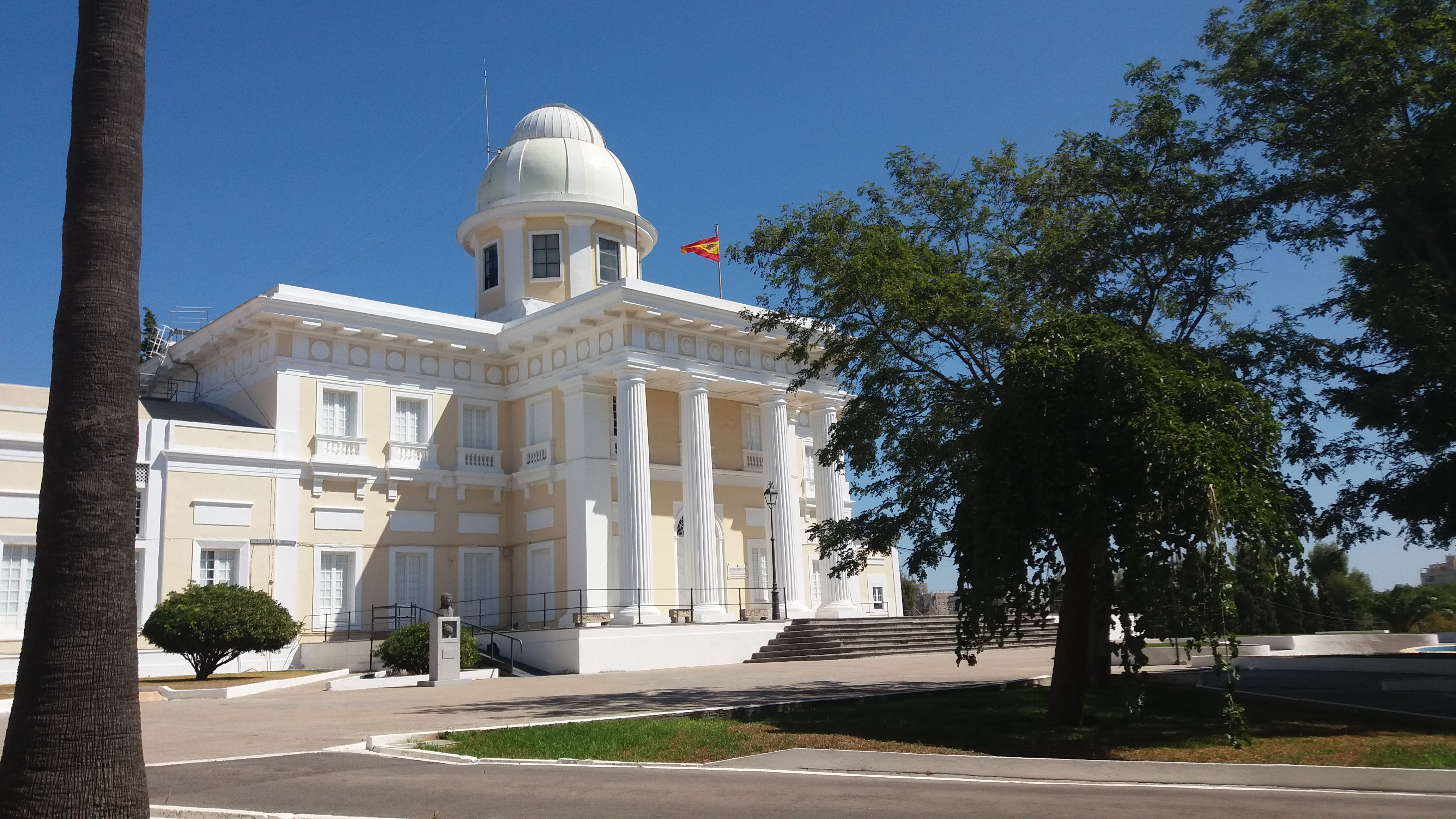
Real Instituto y Observatorio de la Armada en San Fernando (Cádiz), promovido por Jorge Juan.

"La monarquía de Carlos III se preocupó por las ciencias e intensificó el impulso que se había dado en España durante el reinado de Fernando VI. En diversas instituciones académicas españolas trabajaron destacadas personalidades científicas... [y] en distintos organismos oficiales se introdujeron cátedras de química, y la mineralogía y la metalurgia se convirtieron en objeto de especial protección para el gobierno. Las necesidades del ejército y de la marina continuaron estimulando la introducción en España de los nuevos conocimientos de medicina, matemáticas, física experimental, geografía, cartografía y astronomía, imprescindibles para un mejor conocimiento y protección del imperio".
Jorge Juan promovió el Real Instituto y Observatorio de la Armada, inaugurado a finales de siglo, y siguió desarrollando sus estudios astronómicos, matemáticos y físicos, que culminaron con la publicación en 1771 de Examen Marítimo, que a juicio de muchos historiadores es la "única obra española de mecánica racional que es original". Tuvo una segunda edición con adiciones de Gabriel Ciscar, que le merecieron fama universal, y fue traducida al francés, al inglés y al italiano. Ciscar continuó la labor científica y docente de Jorge Juan y de Antonio Ulloa en la Escuela de Guardiamarinas para la que redactó una serie de manuales de amplia difusión como el Tratado de Aritmética (1795), el Tratado de Cosmografía (1796) o el Tratado de Trigonometría Esférica (1796). Todos estos méritos le valieron ser nombrado representante español en la comisión que iba a establecer en París el nuevo sistema de pesos y medidas de alcance universal que sería conocido como sistema métrico decimal. Su trabajo Memoria Elemental sobre los Nuevos Pesos y Medidas Decimales de 1800 fue alabado por la Academia de Ciencias de París.
En el campo de las matemáticas también destacó, aunque con aportaciones menos originales que las de Jorge Juan o las de Ciscar, el jesuita Tomàs Cerdà, que publicó Lecciones de Matemáticas (1760) y Lección de Artillería (1764) y fue profesor del Real Colegio de Artillería de Segovia.

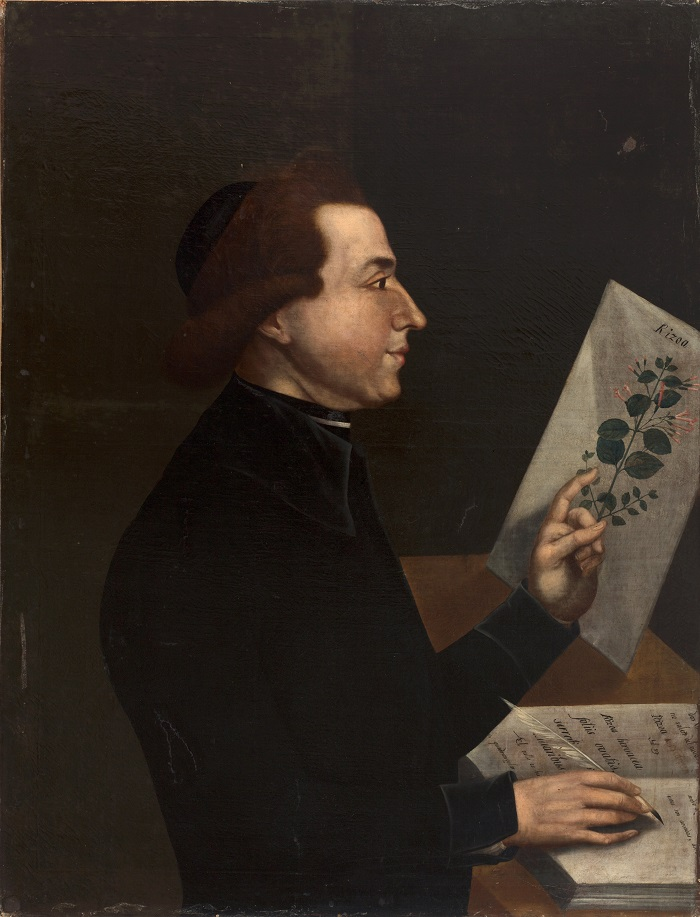
Antonio José de Cavanilles.

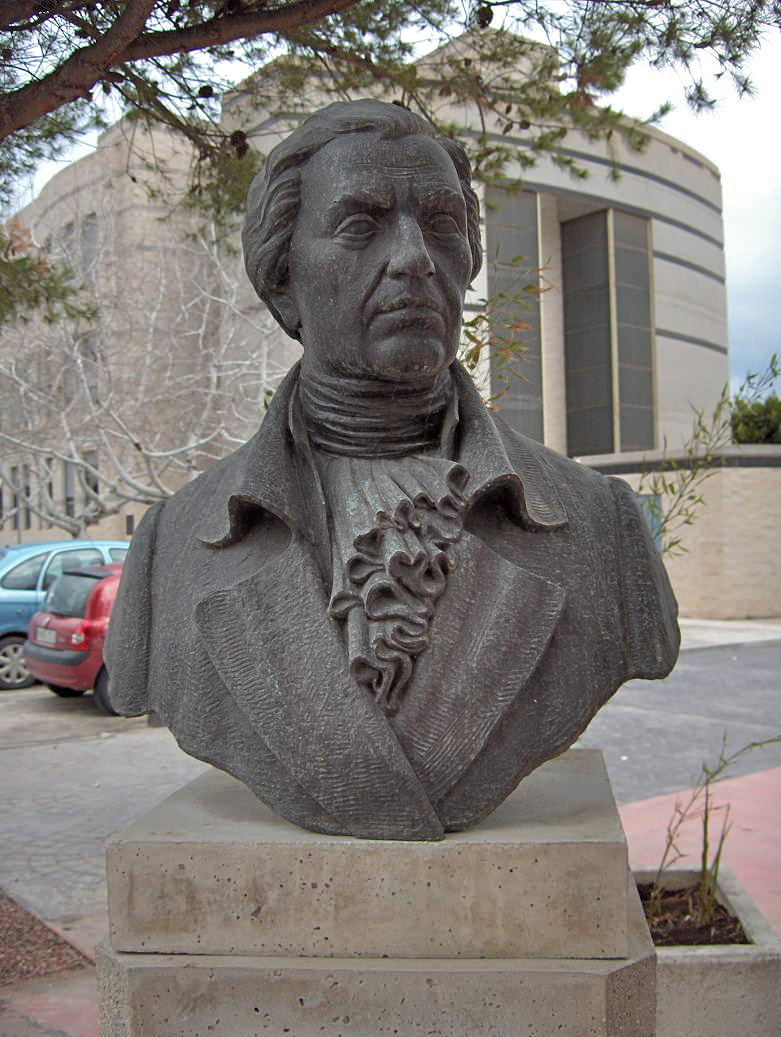
Busto de Francisco Javier Balmis en la Facultad de Medicina de la UMH en San Juan de Alicante.

En el campo de la botánica el sistema de Linneo fue aceptado por la mayoría de los científicos —y por los jardines botánicos creados entonces: Barcelona, Sevilla, Valencia, Zaragoza, etc—, gracias a la venida a España en 1751 de Pehr Löfling para estudiar la flora española y al apoyo del director del Jardín Botánico de Madrid, el valenciano Antonio José Cavanilles, autor de numerosos trabajos sobre botánica y creador y director de la revista Anales de Historia Natural. Además Cavanilles, cuyo método científico fue alabado en toda Europa, mantuvo contacto con el naturalista francés Georges Louis Leclerc, conde de Buffon, cuyos trabajos difundió en España el Real Gabinete de Historia Natural, que impulsó la traducción de su Historia Natural, General y Particular por José Clavijo y Fajardo, editor de El Pensador, "quien con el fin de evitar dificultades con el Santo Oficio, incluyó la retractación a que se había visto obligado el mismo Buffon".
A diferencia de las dificultades que encontró la física newtoniana, los planteamientos de Lavoisier fueron rápidamente aceptados, y así surgieron varios laboratorios de química fundados por la Secretaría de Indias (1786), de Hacienda (1787) y por la Secretaría de Estado (1788), además de los de Azpeitia, Barcelona, Cádiz, Segovia o Valencia creados por las Sociedades Económicas de Amigos de País u otras entidades. Algo parecido ocurrió con la geología del alemán Abraham Gottlob Werner.
Durante este período se realizaron varias expediciones científicas que tuvieron gran resonancia en toda Europa, especialmente dos. La primera estuvo dirigida por Félix de Azara, hermano del diplomático y humanista aragonés José Nicolás de Azara, y se dirigió al Río de la Plata y al Paraguay, y cuyas conclusiones publicó en una obra que en 1801 fue traducida al francés, y que clarificaba los estudios de Buffon. Se trataba de los Apuntamientos para la Historia Natural de los Quadrúpedos del Paraguay y Río de la Plata que fue seguida de los Apuntamientos para la Historia Natural de los Páxaros del Paraguay y Río de la Plata (1802-1805).
La segunda expedición tuvo una repercusión de alcance mundial porque el objetivo de la misma fue propagar la vacuna contra la viruela, descubierta por el británico Edward Jenner, a América y Asia. Estuvo encabezada por el cirujano militar Francisco Javier Balmis, que ya era muy conocido por haber descubierto durante su estancia en las Antillas unas raíces indias como remedio para las enfermedades venéreas y cuyo hallazgo había publicado en 1794. La Real Expedición Filantrópica de la Vacuna tuvo lugar entre 1803 y 1806 y "alcanzó merecida fama, hasta el extremo de ser cantado [el viaje] por el poeta Manuel José Quintana y ser celebrado por los científicos extranjeros como uno de los hitos básicos en los inicios de la moderna medicina preventiva".